# Jerusalém
Jerusalém (em hebraico: יְרוּשָׁלַיִם; romaniz.: Yerushaláyim; em árabe: القدس; al-Quds; em grego: Ιεροσόλυμα; Ierossólyma) é uma cidade localizada em um planalto nas montanhas da Judeia entre o Mediterrâneo e o mar Morto, é uma das cidades mais antigas do mundo. É considerada sagrada pelas três principais religiões abraâmicas — judaísmo, cristianismo e islamismo. A cidade é alvo de uma longa disputa entre israelenses e palestinos.
Durante a sua longa história, Jerusalém foi destruída pelo menos duas vezes, sitiada 23 vezes, atacada 52 vezes e capturada e recapturada outras 44 vezes. A parte mais antiga da cidade foi estabelecida no IV milénio a.C. Em 1538, muralhas foram construídas em torno da cidade sob o regime de Solimão, o Magnífico. Atualmente aqueles muros definem a Cidade Antiga, que é dividida em quatro bairros — armênio, cristão, judeu e muçulmano — desde o início do século XIX. A Cidade Antiga se tornou um Patrimônio da Humanidade em 1981, e desde 1982 que está na lista de patrimônios em perigo. A Jerusalém moderna cresceu muito para além dos limites da Cidade Antiga.
De acordo com a tradição bíblica, o rei Davi conquistou a cidade dos jebuseus e estabeleceu-a como a capital do Reino Unido de Israel, enquanto seu filho, o rei Salomão, encomendou a construção do Primeiro Templo. Estes eventos fundamentais, abrangendo o fim do I milênio a.C., assumiram uma importância simbólica central para o povo judeu. O apelido de "cidade santa" (עיר הקודש, transliterado ‘ir haqodesh) foi provavelmente associado a Jerusalém no período pós-exílio. A santidade de Jerusalém no cristianismo, conservada na Septuaginta, que os cristãos adotaram como sua própria autoridade, foi reforçada pelo relato do Novo Testamento da crucificação de Jesus. Para o islã sunita, a cidade é o terceiro lugar mais sagrado do mundo, depois de Meca e Medina, na Arábia Saudita. Na tradição islâmica em 610, a cidade é a primeira quibla — o ponto focal para a oração muçulmana (salat) — e é onde Maomé fez sua viagem noturna, quando teria ascendido aos céus e falado com Deus, de acordo com o Alcorão. Como resultado, apesar de ter uma área de apenas 0,9 quilômetros quadrados, a Cidade Antiga é o lar de muitos locais de importância religiosa seminal, entre eles o Monte do Templo e sua parede ocidental, a Igreja do Santo Sepulcro, a Cúpula da Rocha, a Tumba do Jardim e Mesquita de al-Aqsa.
O estatuto de Jerusalém continua a ser problemático, sendo uma das maiores questões no conflito israelo-palestino. O Plano de Partilha da Palestina, aprovado pelas Nações Unidas em 29 de novembro de 1947, estabelecia a cidade como um território internacional. Durante a guerra árabe-israelense de 1948, Jerusalém Ocidental estava entre as áreas capturadas e depois anexadas por Israel, enquanto Jerusalém Oriental, inclusive a Cidade Antiga, foi capturada e posteriormente anexada pela Jordânia. Israel capturou Jerusalém Oriental dos jordanianos em 1967, durante a Guerra dos Seis Dias. A Lei de Jerusalém, uma das Leis Básicas de Israel, define Jerusalém como a capital indivisível do país e todos os ramos do governo israelense estão sediados na cidade, incluindo a residência do presidente da nação, repartições governamentais, suprema corte e o Knesset (parlamento). A comunidade internacional rejeita a anexação como ilegal e trata Jerusalém Oriental como um território palestino ocupado por Israel. Após a Resolução 478 do Conselho de Segurança da ONU, oficializou-se a retirada das embaixadas estrangeiras de Jerusalém. A maioria dos países mantém sua embaixada em Tel Aviv, principal centro financeiro do país.

## Etimologia
Ainda que a origem do nome Yerushalayim seja incerta, várias interpretações linguísticas têm sido propostas. Alguns acreditam que é uma combinação das palavras em hebraico "yerusha" (legado) e "Shalom" (paz), ou seja, legado da paz. Outros salientam que "Shalom"; é um cognato do nome hebraico "Shlomo", ou seja, o Rei Salomão, o construtor do Primeiro Templo. Alternativamente, a segunda parte da palavra seria Salem (Shalem literalmente "completo" ou "em harmonia"), um nome recente de Jerusalém isto aparece no livro de Gênesis. Outros citam as cartas de Amarna, onde o nome acadiano da cidade aparece como Urušalim, um cognato do Hebreu Ir Shalem. Alguns acreditam que há uma conexão a Shalim, a deidade beneficente conhecida dos mitos ugaríticos como a personificação do crepúsculo.
De acordo com um midrash (Bereshit Rabá), Abraão veio até a cidade, e a chamou de Shalem, depois de resgatar Ló. Abraão perguntou ao rei e ao mais alto sacerdote Melquisedeque se podiam abençoá-lo. Este encontro foi comemorado por adicionar o prefixo Yeru (derivado de Yireh, o nome que Abraão deu ao monte do Templo) produzindo Yeru-Shalem, significando a "cidade de Shalem," ou "fundada por Shalem". Shalem significa "completo" ou "sem defeito". Por isso, "Yerushalayim" significa a "cidade perfeita", ou "a cidade daquele que é perfeito". O final -im indica o plural na gramática hebraica e -ayim a dualidade, possivelmente se referindo ao fato que a cidade se situa em duas colinas.
Alguns acreditam que a cidade chamada de Rušalimum ou Urušalimum que aparece nos achados do Antigo Egito é a primeira referência a Jerusalém. Os gregos adicionaram o prefixo hiero ("sagrada") e chamaram de Hierosolyma. Para os árabes, Jerusalém é al-Quds ("A Sagrada"). Foi chamada de Jebus (Yevus) pelos jebusitas. "Tzion" inicialmente se referiu a parte da cidade, mas depois passou a significar a cidade como um todo. Durante o reinado de David, ficou conhecida como Yir David (a cidade de David).

## História

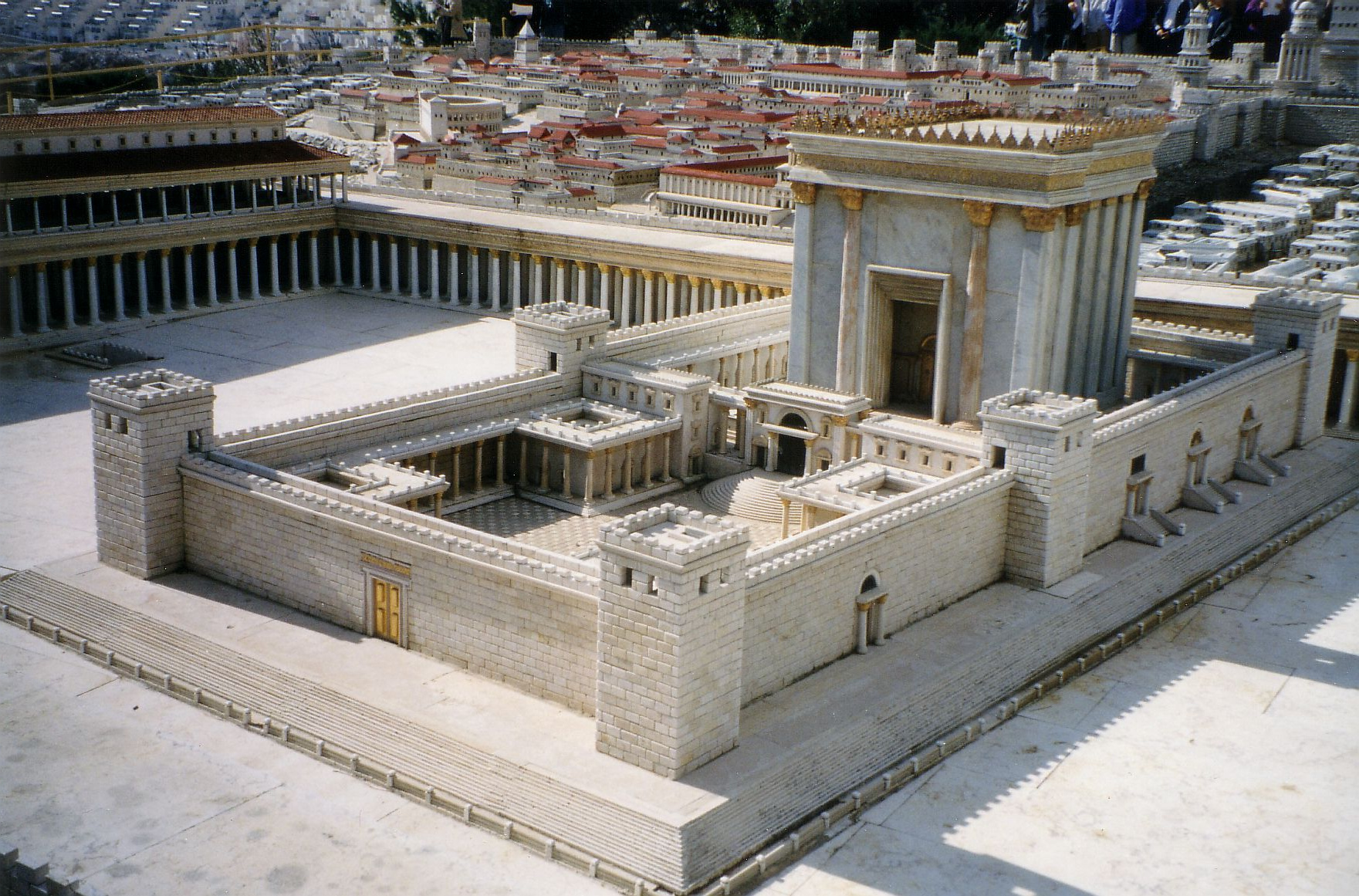
Maquete do Segundo Templo em seu auge

Cerâmicas indicam a ocupação de Ofel, dentro da atual Jerusalém, desde a Idade do Cobre, ao redor do Quarto milênio a.C., com evidências de assentamentos permanentes durante o começo da Idade do Bronze, 3 000-2 800 a.C. Os Textos de Execração (c. do século XIX a.C.), que se referem a uma cidade chamada Roshlamem ou Rosh-ramen e as Cartas de Amarna (c. século XIV a.C.) podem ser os primeiros a falar da cidade. Alguns arqueólogos, incluindo Kathleen Kenyon, acreditam que Jerusalém como cidade foi fundada pelos povos semitas ocidentais com assentamentos organizados em cerca de 2 600 a.C.. Segundo a tradição judaica, a cidade foi fundada por Sem (filho de Noé) e Éber (bisneto de Sem), antepassados de Abraão. Nos contos bíblicos, Jerusalém era uma cidade Jebusita até o século X a.C., quando David conquistou-a e fez dela a capital do Reino Unido de Israel e Judá (c. anos 1 000 a.C.). Recentes escavações de uma grande estrutura de pedra são interpretadas por alguns arqueólogos como crédito à narrativa bíblica.

### Períodos Templários

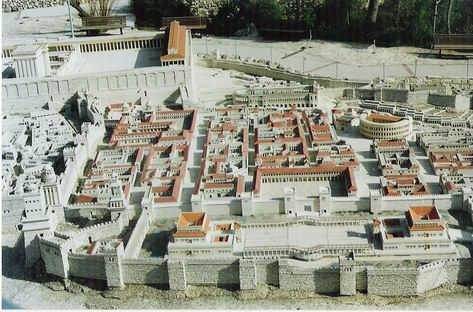
Reconstituição de como Jerusalém era no século I, com base em achados arqueológicos

Davi reinou até 970 a.C. Ele foi sucedido pelo seu filho Salomão, que construiu o Templo Sagrado no Monte Moriá. O Templo de Salomão (mais tarde conhecido como o Primeiro Templo), passou a desempenhar um papel central na história judaica como o lugar onde estava guardada a Arca da Aliança. Ao longo de mais de 600 anos, até à conquista babilônica, em 587 a.C., Jerusalém foi a capital política e religiosa dos judeus. Este período é conhecido na história como o Período do Primeiro Templo. Após a morte de Salomão (c. 930 a.C.), as dez tribos do norte se uniram para formar o Reino de Israel. Sob a liderança da Casa de David e Salomão, Jerusalém continuou a ser a capital do Reino de Judá.
Quando a Assíria conquistou o Reino de Israel, em 722 a.C., Jerusalém foi fortalecida por um grande afluxo de refugiados provenientes do norte do reino. O Primeiro Período Templário acabou cerca de 586 a.C., quando os babilônios conquistaram Judá e Jerusalém, e devastaram o Templo de Salomão. Em 538 a.C., após cinquenta anos do exílio na Babilônia, o xá do Império Aquemênida Ciro, o Grande convidou os judeus a regressarem a Judá e Jerusalém e reconstruírem o Templo. A construção do Segundo Templo de Salomão foi concluída em 516 a.C., durante o reinado de Dario, o Grande, setenta anos depois da destruição do Primeiro Templo. Jerusalém retomou o seu papel de capital de Judá e centro de culto judaico. Quando o comandante macedônio Alexandre o Grande conquistou o Império Aquemênida, Jerusalém e Judeia caíram sob controle macedônio, e em seguida sob o Reino Ptolemaico de Ptolomeu I. Em 198 a.C., Ptolomeu V perdeu Jerusalém e a Judeia para o Império Selêucida sob Antíoco III. A tentativa selêucida de retomar Jerusalém do domínio macedônio teve sucesso em 168 a.C. com a bem-sucedida revolta macabeia de Matatias, o Sumo Sacerdote e os seus cinco filhos contra Antíoco Epifânio, e a criação do Reino Asmoneu em 152 a.C., novamente com Jerusalém como capital.

### Guerras Romano-Judaicas

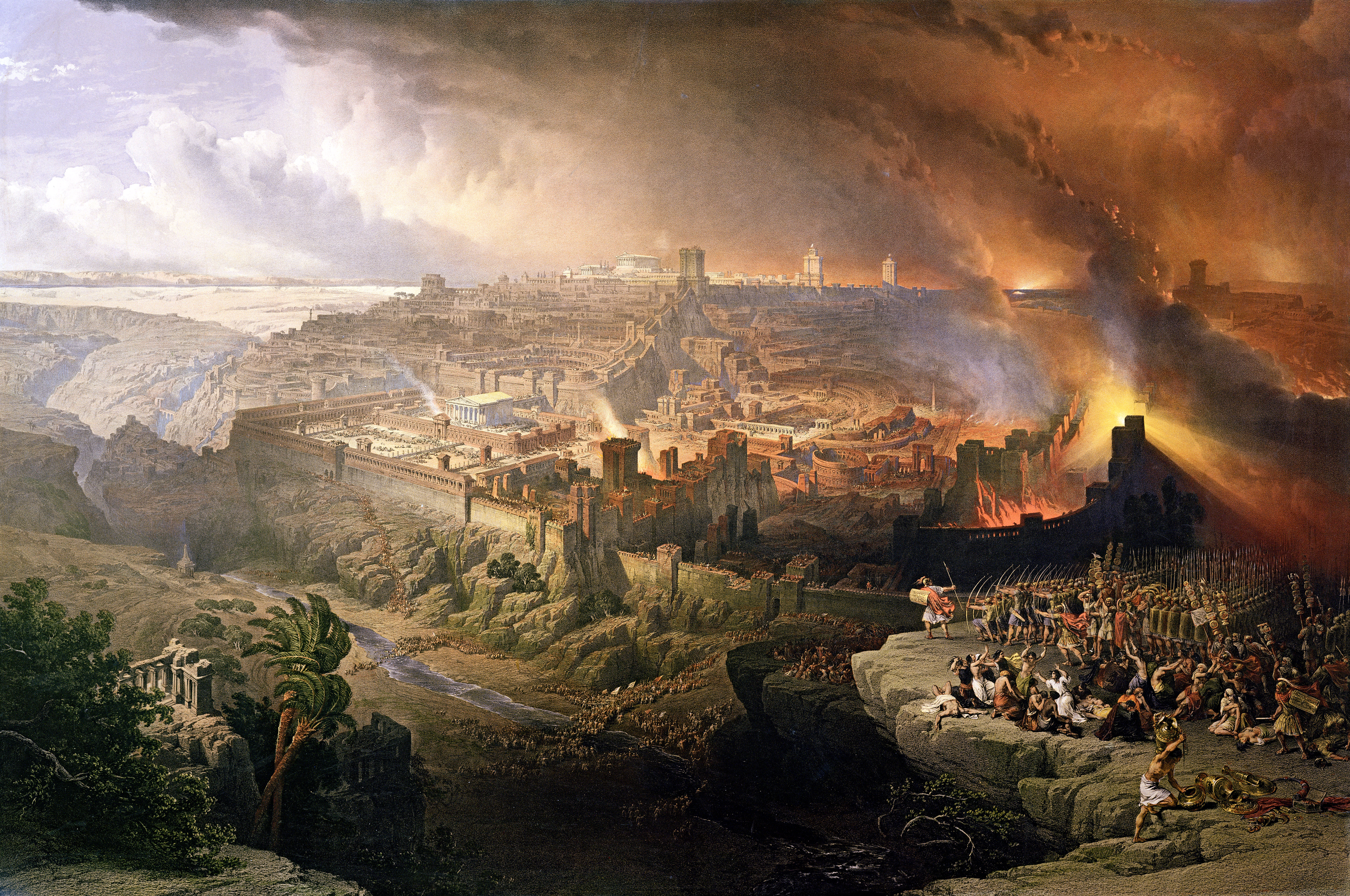
Cerco romano e a destruição de Jerusalém (David Roberts, 1850)

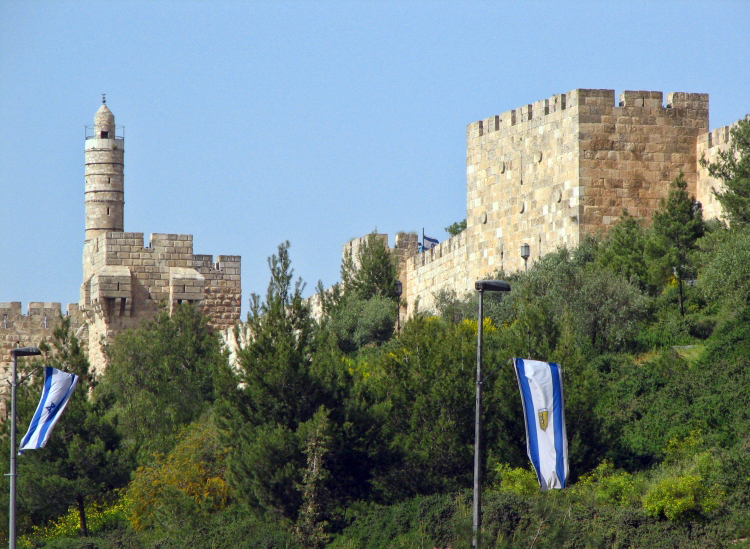
A Torre de David como pode ser visto a partir de vale Hinnom

Conforme o Império Romano se tornou mais forte, ele colocou Herodes como um rei cliente. Herodes o Grande, como ele era conhecido, dedicou-se a desenvolver e embelezar a cidade. Ele construiu muralhas, torres e palácios, e expandiu o Templo do Monte, reforçou o pátio com blocos de pedra pesando até cem toneladas. Sob Herodes, a área do Templo do Monte dobrou de tamanho. Em 6 d.C., a cidade, assim como grande parte da região ao redor, entrou sob controle direto dos romanos como na Judeia Herodes e seus descendentes até Agripa II permaneceram reis-clientes da Judeia até 96. O domínio romano sobre Jerusalém e região começou a ser contestada a partir da primeira guerra judaico-romana, a Grande revolta judaica, que resultou na destruição do Segundo Templo em 70. Em 130, Adriano romanizou a cidade, e ela foi renomeada para Élia Capitolina. Jerusalém, mais uma vez, serviu como a capital da Judeia durante o período de três anos da revolta conhecida como a Revolta de Barcoquebas. Os romanos conseguiram recapturar a cidade em 135 e, como uma medida punitiva, Adriano proibiu os judeus de entrarem nela. Adriano rebatizou toda a Judeia de Síria Palestina numa tentativa de desjudaizar o país. A proibição - sobre os judeus entrarem em Élia Capitolina - continuou até o século IV.
Nos cinco séculos seguintes à revolta de Barcoquebas, a cidade permaneceu sob domínio romano, até cair sob domínio bizantino. Durante o século IV, o imperador romano Constantino I (r. 306–337) construiu partes católicas em Jerusalém, como a Igreja do Santo Sepulcro. Jerusalém atingiu o pico em tamanho e população no final do Segundo Período Templário: A cidade se estendia por dois quilômetros quadrados e tinha uma população de 200 mil pessoas A partir de Constantino até o século VII, os judeus foram proibidos em Jerusalém.

### Guerras romano-persas
No período de algumas décadas, Jerusalém trocou de mãos entre persas e romanos, até voltar à mão dos romanos mais uma vez. Depois, do avanço do xá sassânida Cosroes II (r. 590–628) no início do século VII sobre os domínios bizantinos, avançando através da Síria, os generais sassânidas Sarbaro e Saíno atacaram a cidade de Jerusalém (em persa: Dej Houdkh), então controlada pelo Império Bizantino.
No Cerco de Jerusalém em 614, após passarem incansáveis 21 dias em estratégia de cerco, Jerusalém foi capturada dos persas e isso resultou na anexação territorial da cidade. Depois que o exército sassânida entrou em Jerusalém, a sagrada "Vera Cruz" foi roubada e enviada de volta para a capital imperial como uma relíquia sagrada da guerra. A cidade conquistada e a Santa Cruz, permaneceriam nas mãos dos Sassânidas por mais quinze anos, até o imperador bizantino Heráclio (r. 610–641) recuperá-la em 629.

### Estado islâmico

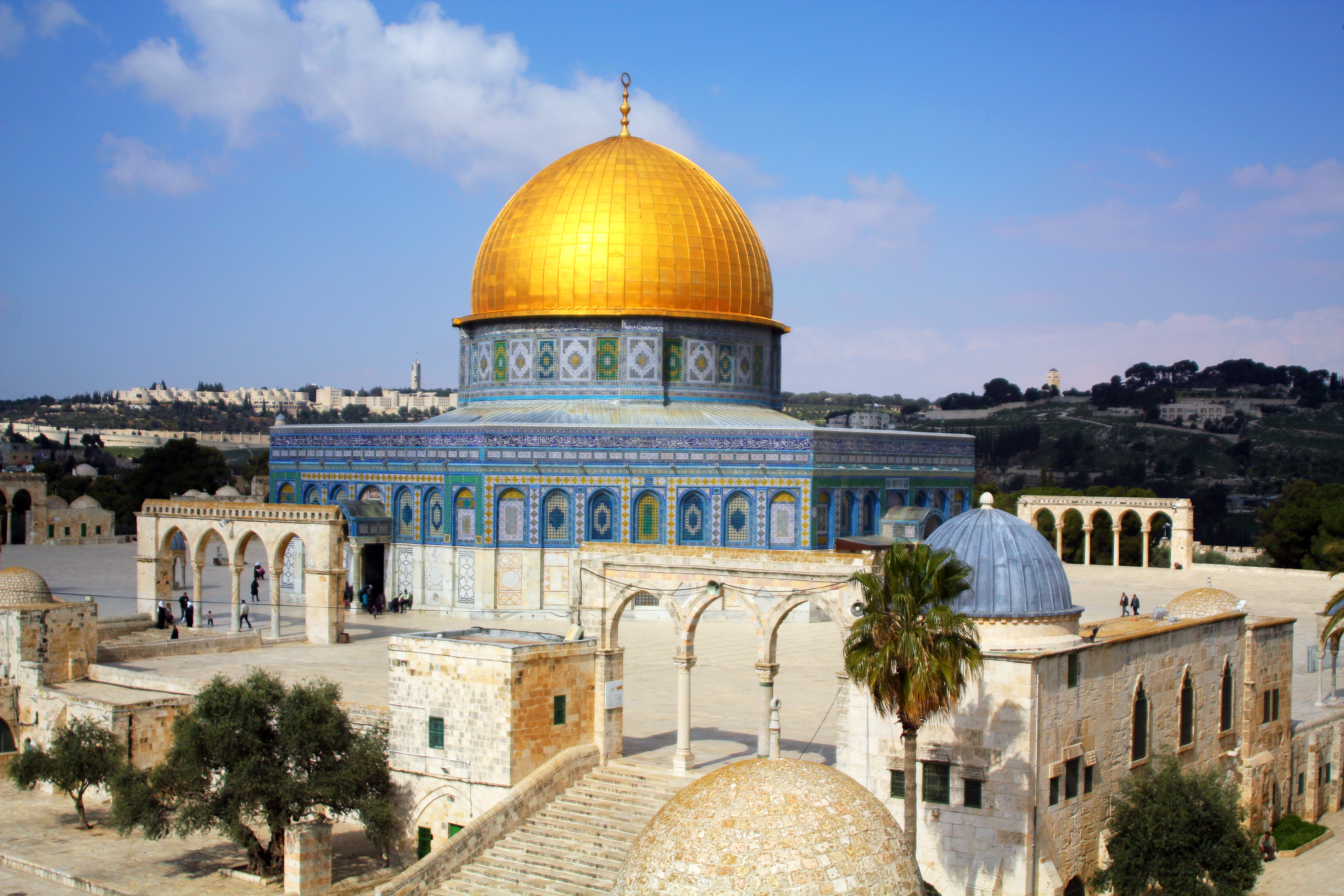
Cúpula da Rocha visto através do Portão do Algodão

Em 638, o Califado Ortodoxo alargou a sua soberania conquistando a cidade de Jerusalém e a província romana da Palestina Prima. Neste momento, Jerusalém foi declarada a terceira cidade mais sagrada do Islã após Meca e Medina, e referido como al Bait al-Muquddas. Mais tarde, ele era conhecido como al-Qods al-Sharif. Com a conquista árabe, os judeus foram autorizados a regressar à cidade. O califa ortodoxo Omar (r. 634–644) assinou um tratado com o patriarca cristão monofisista Sofrônio, assegurando-lhe que os lugares sagrados cristãos de Jerusalém e a população cristã seriam protegidos ao abrigo do estado muçulmano. Omar foi conduzido à Pedra Fundamental no Monte do Templo, no qual ele claramente recusou, pois se preparava para construir uma mesquita. De acordo com o bispo gaulês Arculfo, que viveu em Jerusalém a partir de 679 a 688, a Mesquita de Omar era uma estrutura retangular de madeira construído sobre ruínas que poderia acomodar 3 000 seguidores.
O califa omíada Abedal Maleque ibne Maruane (r. 685–705) encomendou a construção da Cúpula da Rocha no final século VII. O historiador do século X, Mocadaci, escreveu que Abedal Maleque construiu o santuário, a fim de competir na grandeza das monumentais igrejas de Jerusalém. Durante as quatro próximas centenas de anos, a proeminência de Jerusalém foi diminuída pelos poderes árabes na região que brigavam pelo controle da cidade.

#### Cruzadas, Saladino e os Mamelucos

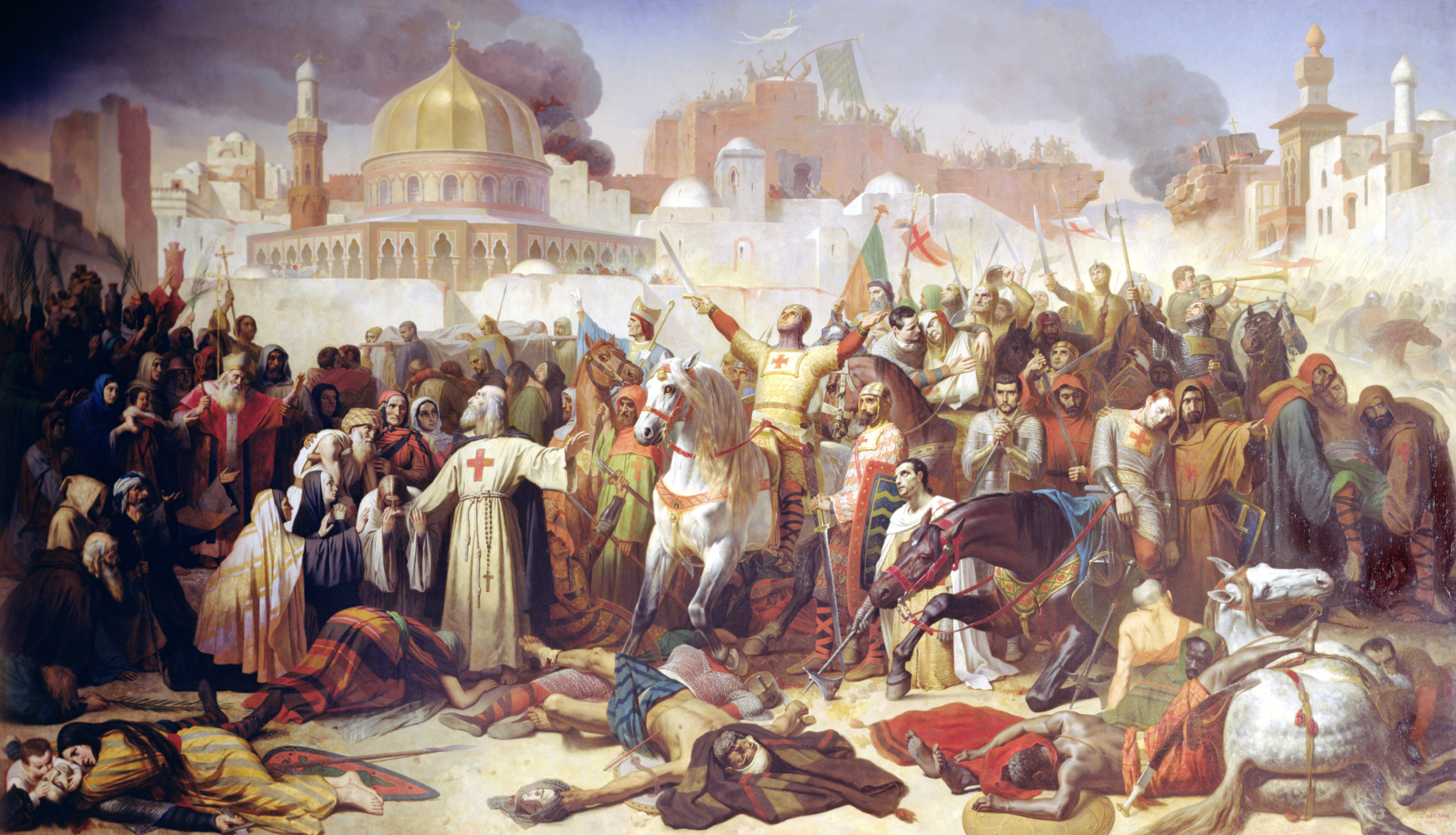
Ilustração da captura de Jerusalém durante a Primeira Cruzada, 1099

Em 1099, Jerusalém foi conquistada pelos cruzados, que massacraram a maior parte dos habitantes muçulmanos e os resquícios dos habitantes judeus. A maioria dos muçulmanos foram expulsos e a maioria dos habitantes judeus já tinha fugido, no início de junho de 1099, a população de Jerusalém tinha diminuído de 70 000 para menos de 30 000. Os sobreviventes judeus foram vendidos na Europa como escravos ou exilados na comunidade judaica do Egito. Tribos árabes cristãs estabeleceram-se na destruída Cidade Velha de Jerusalém.
Em 1187, a cidade foi arrancada da mão dos cruzados por Saladino (r. 1174–1193) permitindo que os judeus e os muçulmanos pudessem voltar e morar na cidade. Em 1244, Jerusalém foi saqueada pelos tártaros corásmios, que dizimaram a população cristã da cidade e afastou os judeus, alguns dos quais foram reinstalados em Nablus. Entre 1250 e 1517, Jerusalém foi governado pelos mamelucos, que impuseram um pesado imposto anual sobre os judeus e destruíram os lugares sagrados dos cristãos no Monte Sião.

#### Domínio Otomano

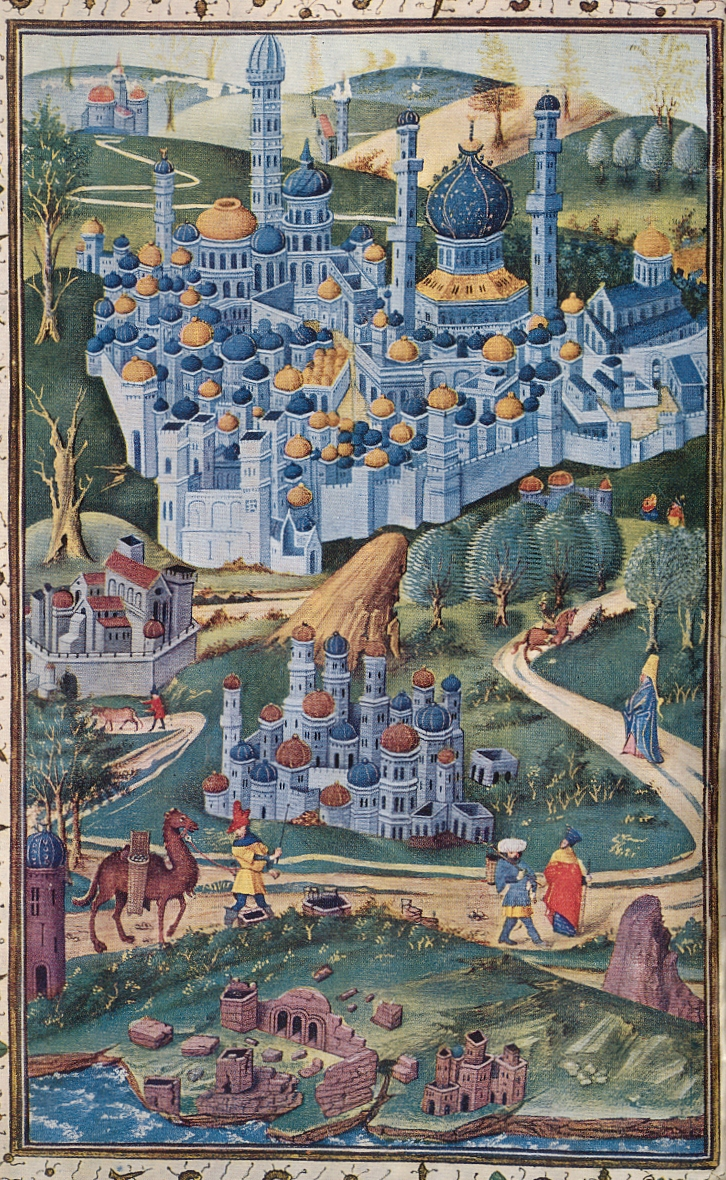
Representação da cidade em 1283

Em 1517, Jerusalém e região caiu sob domínio turco otomano, que permaneceu no controle até 1917. Como em grande parte do domínio otomano, Jerusalém permaneceu um provincial e importante centro religioso, e não participava da principal rota comercial entre Damasco e Cairo. No entanto, os turcos muçulmanos trouxeram muitas inovações: sistemas modernos de correio usado por vários consulados, o uso da roda para modos de transporte; diligências e carruagens, o carrinho de mão e a carroça, e a lanterna a óleo, entre os primeiros sinais de modernização da cidade. Em meados do século XIX, os otomanos construíram a primeira estrada pavimentada de Jafa a Jerusalém, e em 1892 a ferrovia havia atingido a cidade.
Com a ocupação de Jerusalém por Maomé Ali do Egito em 1831, missões e consulados estrangeiros começaram a se estabelecer na cidade. Em 1836, Ibraim Paxá permitiu aos judeus reconstruírem as quatro grandes sinagogas, entre eles a Hurva. O controle turco foi reinstalado em 1840, mas muitos egípcios muçulmanos permaneceram em Jerusalém. Judeus de Argel e da África do Norte começaram a instalar-se na cidade, em um número cada vez maior. Ao mesmo tempo, os otomanos construíram curtumes e matadouros perto dos lugares sagrados judeus e cristãos "para que um mau cheiro, sempre pesteie os infiéis".
Nas décadas de 1840 e 1850, os poderes internacionais iniciaram um "cabo de guerra" na Palestina, uma vez que tentaram ampliar sua proteção ao longo do país para as minorias religiosas, uma luta realizada principalmente através de representantes consulares em Jerusalém. Logo em 1845 foi liberada a compra de propriedades para estrangeiros, em seguida, ingleses e russos começaram a comprar terrenos e imóveis para ajudar na conversão da população local, como pro exemplo; albergues, casas e sede para instalar representação civil. De acordo com o cônsul prussiano, a população em 1845 era de 16 410 habitantes, desses, 7 120 judeus, 5 000 muçulmanos, 3 390 cristãos, 800 soldados turcos e 100 europeus. O volume de peregrinos cristãos aumentou sob o domínio dos otomanos, dobrando a população da cidade em torno da época da Páscoa.
Na década de 1860, novos bairros começaram a surgir fora dos muros da Cidade Velha para aliviar a intensa superlotação e o pobre saneamento na cidade intramuros. O Composto Russo e Mishkenot Sha'ananim foram fundados em 1860.

### Mandato Britânico e a Guerra de 1948

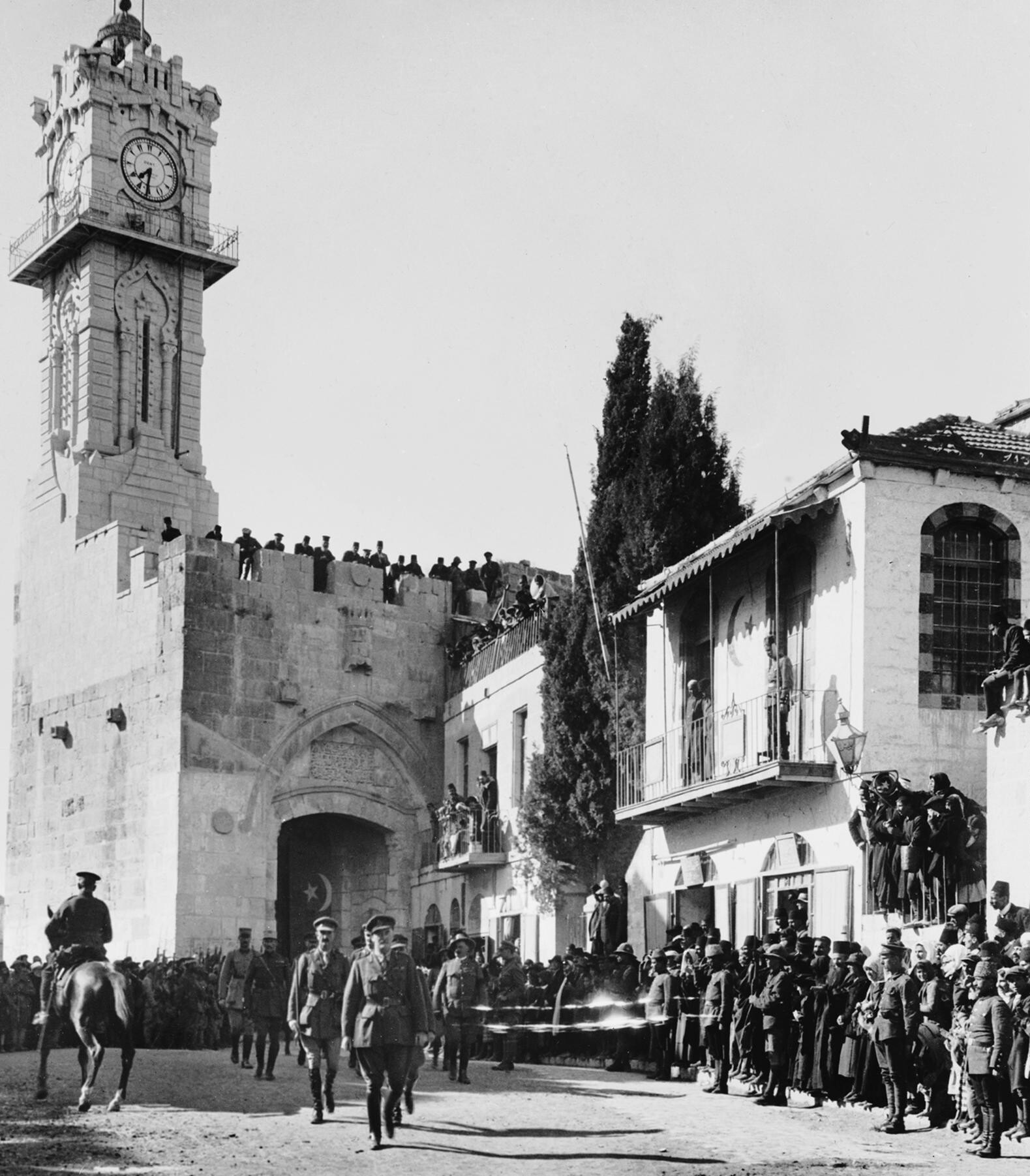
General Edmund Allenby entra na cidade velha de Jerusalém, dezembro de 1917

Em 1917 após a Batalha de Jerusalém, o exército britânico, liderado por General Edmund Allenby, capturou a cidade. E, em 1922, a Liga das Nações sob a Conferência de Lausanne confiou ao Reino Unido a administração da Palestina.
De 1922 a 1948 a população total da cidade passou de 52 mil para 165 mil, sendo dois terços de judeus e um terço de árabes (muçulmanos e cristãos). A situação entre árabes e judeus na Palestina não foi calma. Em Jerusalém, em especial nos motins ocorridos em 1920 e em 1929. Sob o domínio britânico, novos subúrbios foram construídos no oeste e na parte norte da cidade e instituições de ensino superior, como a Universidade Hebraica, foram fundadas.
A medida que o Mandato Britânico da Palestina foi terminando, o Plano de Partilha das Nações Unidas de 1947 recomendou "a criação de um regime internacional, em especial na cidade de Jerusalém, constituindo-a como uma corpus separatum no âmbito da administração das Nações Unidas". O regime internacional deveria continuar em vigor por um período de dez anos, e seria realizado um referendo na qual os moradores de Jerusalém iriam votar para decidir o futuro regime da cidade. No entanto, este plano não foi implementado, porque a guerra de 1948 eclodiu enquanto os britânicos retiravam-se da Palestina e Israel declarou sua independência.
A guerra levou ao deslocamento das populações árabe e judaica na cidade. Os 1 500 residentes do Bairro Judeu da Cidade Velha foram expulsos e algumas centenas tomados como prisioneiros quando a Legião Árabe capturou o bairro em 28 de maio. Moradores de vários bairros e aldeias árabes do oeste da Cidade Velha saíram com a chegada da guerra, mas alguns permaneceram e foram expulsos ou mortos, como em Lifta ou Deir Yassin.

### Divisão e a controversa reunificação

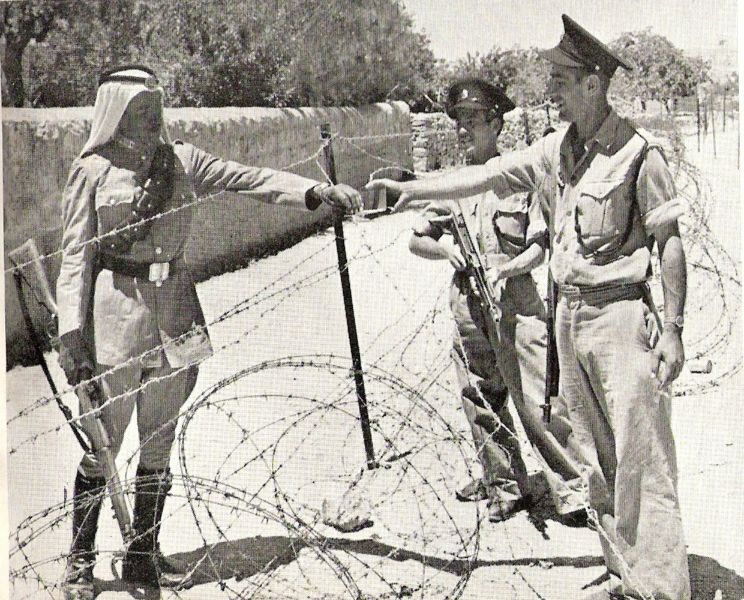
Policiais israelenses encontram um legionário jordaniano perto do Portão de Mandelbaum

A guerra terminou com Jerusalém dividida entre Israel e Jordânia (então Cisjordânia). Segundo o Plano de Partição da Palestina, as áreas de Jerusalém e Belém ficariam sob controle internacional. O Armistício de 1949 criou uma linha de cessar-fogo que atravessava o centro da cidade e à esquerda do Monte Scopus como um exclave israelense. Arame farpado e barreiras de concreto separaram Jerusalém Oriental e Jerusalém Ocidental, e caçadores militares frequentemente ameaçaram o cessar-fogo. Após a criação do Estado de Israel, Jerusalém foi declarada a sua capital. A Jordânia anexou formalmente Jerusalém Oriental, em 1950, sujeitando-a à lei jordaniana, em uma atitude que só foi reconhecido pelo Paquistão.
A Jordânia assumiu o controle dos lugares sagrados na Cidade Velha. Contrariamente aos termos do acordo, foi negado o acesso dos israelitas aos locais sagrados judaicos, muitos dos quais foram profanados, e apenas foi permitido o acesso muito limitado aos locais sagrados cristãos. Durante este período, a cúpula da Rocha e a Mesquita de al-Aqsa sofreram grandes renovações.

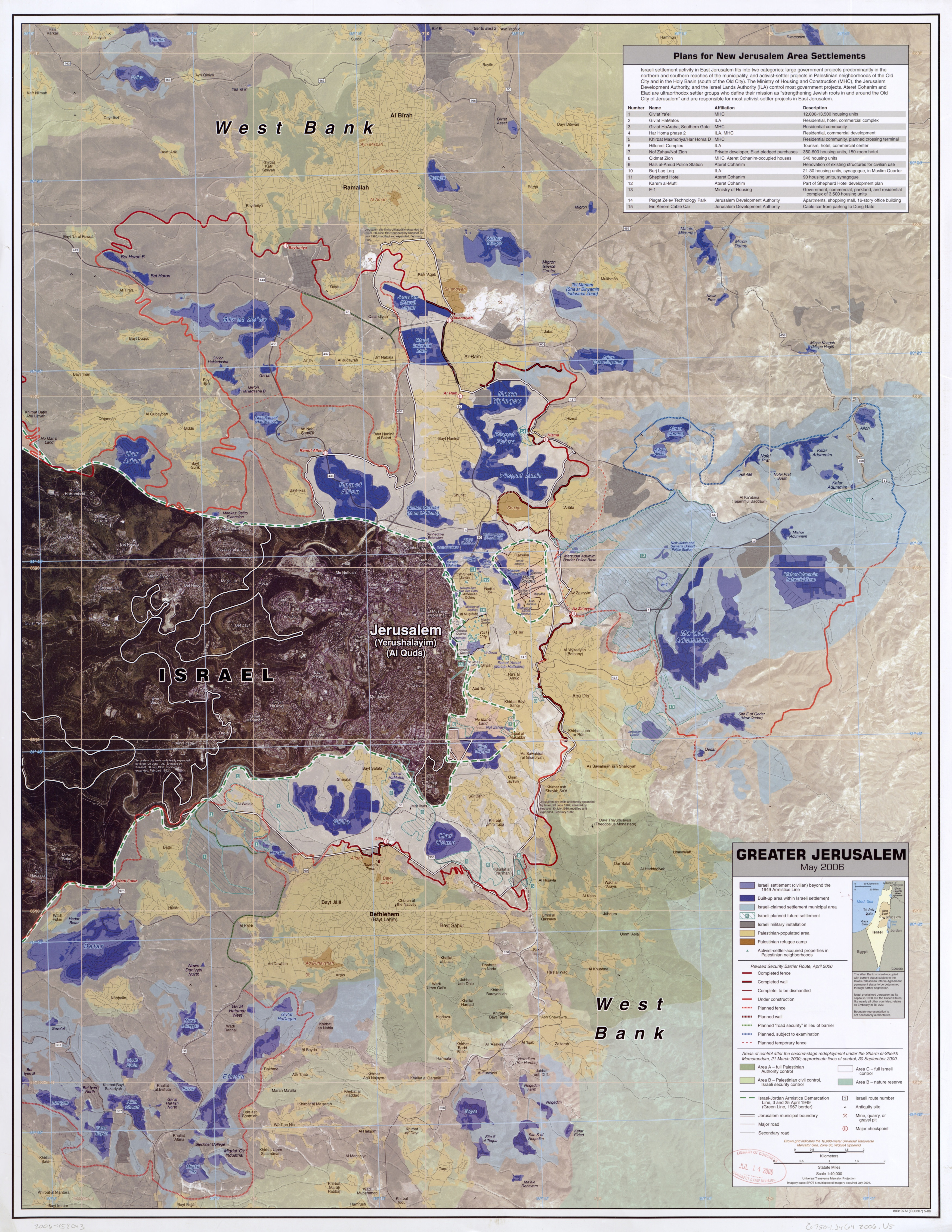
Mapa mostrando a divisão leste-oeste de Jerusalém

Durante a Guerra dos Seis Dias em 1967, Israel ocupou Jerusalém Oriental e afirmou soberania sobre toda a cidade, embora a ocupação e a posterior anexação do setor oriental da cidade tenham sido condenadas pelas resoluções 252, 446, 452 e 465 das Nações Unidas, além de contrariar a Quarta Convenção de Genebra. O acesso aos lugares sagrados judeus foi restabelecido, enquanto o Monte do Templo permaneceu sob a jurisdição de um waqf islâmico. O bairro marroquino, que era localizada adjacente ao Muro das Lamentações, foi desocupado e destruído para abrir caminho a uma praça para aqueles que visitam o muro. Desde a guerra, Israel tem expandido as fronteiras da cidade e estabeleceu um "anel" de bairros judeus em terrenos vagos no leste da Linha Verde.
No entanto, a aquisição de Jerusalém Oriental recebeu duras com críticas internacionais. Na sequência da aprovação da Lei de Jerusalém, que declarou Jerusalém "completa e unida", a capital de Israel, o Conselho de Segurança das Nações Unidas aprovou uma resolução que declarava a lei "uma violação do direito internacional" e solicitou que todas as os Estados-membros retirassem suas embaixadas da cidade.
O status da cidade, e especialmente os seus lugares sagrados, continuam a ser uma questão central no conflito palestino-israelense. Colonos judaicos ocuparam lugares históricos e construíram suas casas em terras confiscadas de palestinos, a fim de expandir a presença judaica na parte oriental de Jerusalém, enquanto líderes árabes têm insistido que os judeus não têm qualquer laço histórico com Jerusalém. Os palestinos encaram Jerusalém Oriental como a capital do futuro Estado palestino, embora permaneça sob ocupação israelense.

## Geografia

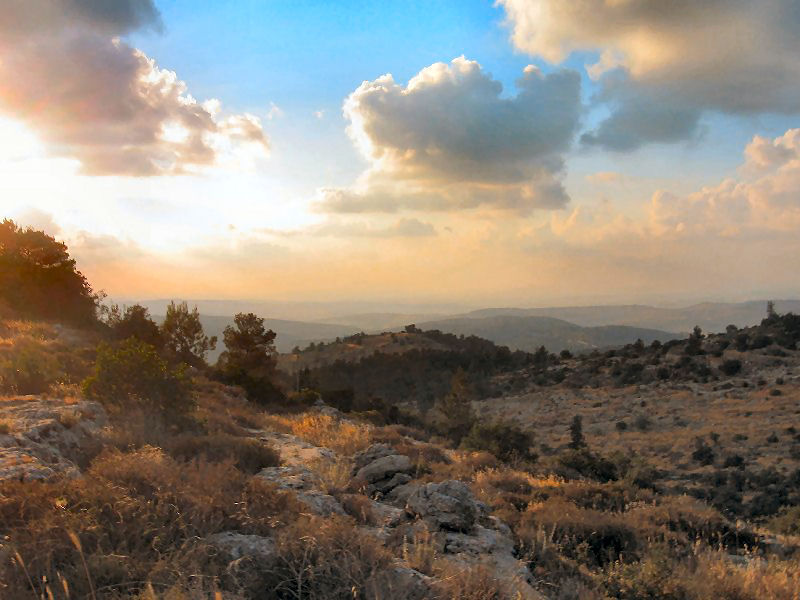
Panorama das Montanhas da Judeia

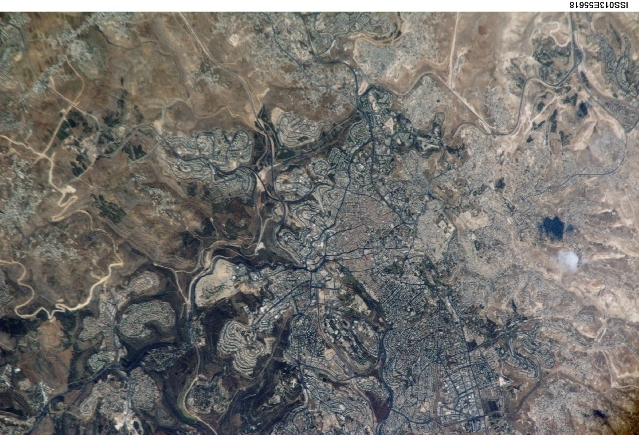
Imagem de satélite de Jerusalém

Jerusalém está situada no sul de um planalto na Judeia, que inclui o monte das Oliveiras (Leste) e o monte Scopus (Nordeste). A elevação da Cidade Velha é de aproximadamente 760 metros. A grande Jerusalém é cercada por vales e leitos de rio secos (uádis). Os vales do Cédron, Hinom, e Tiropeon se unem em uma área ao sul da cidade antiga de Jerusalém. O vale do Cédron segue para o leste da Cidade Velha e divide o monte das Oliveiras a partir da cidade propriamente dita. Ao longo do lado sul da antiga Jerusalém está o vale de Hinom, uma ravina íngreme associada com a escatologia cristã bíblica com o conceito de inferno ou Geena. O Vale de Tyropoeon começa na região noroeste próximo ao Portão de Damasco, dirige-se ao sudoeste através do centro da Cidade Velha para baixo do Reservatório de Siloé, e a parte inferior é dividida em duas colinas, o monte do Templo no leste, e o resto da cidade no oeste (as partes alta e baixa da cidade descrita por Josefo). Hoje, este vale está escondido por destroços que se acumularam ao longo dos séculos.
Nos tempos bíblicos, Jerusalém foi cercada por florestas de amêndoa, azeitona e pinheiros. Ao longo de séculos de guerras e de negligência, estas florestas foram destruídas. Os agricultores da região de Jerusalém, então, construíram terraços de pedra ao longo das encostas para reter o solo, um recurso ainda muito em evidência na paisagem de Jerusalém. O abastecimento de água sempre foi um grande problema em Jerusalém, atestada pela intrincada rede de antigos aquedutos, túneis, reservatórios e cisternas encontrados na cidade. Jerusalém encontra-se na região central do país, a 60 quilômetros ao leste de Telavive e do mar Mediterrâneo. No lado oposto da cidade, cerca de 35 km de distância, está o mar Morto, o corpo de água mais baixo da Terra. Cidades e vilas vizinhas incluem Belém e Beit Jala para o sul, Abu Dis e Ma'ale Adummim para o leste, Mevasseret Zion para o oeste, e Ramala e Givat Zeev para o norte.

### Clima

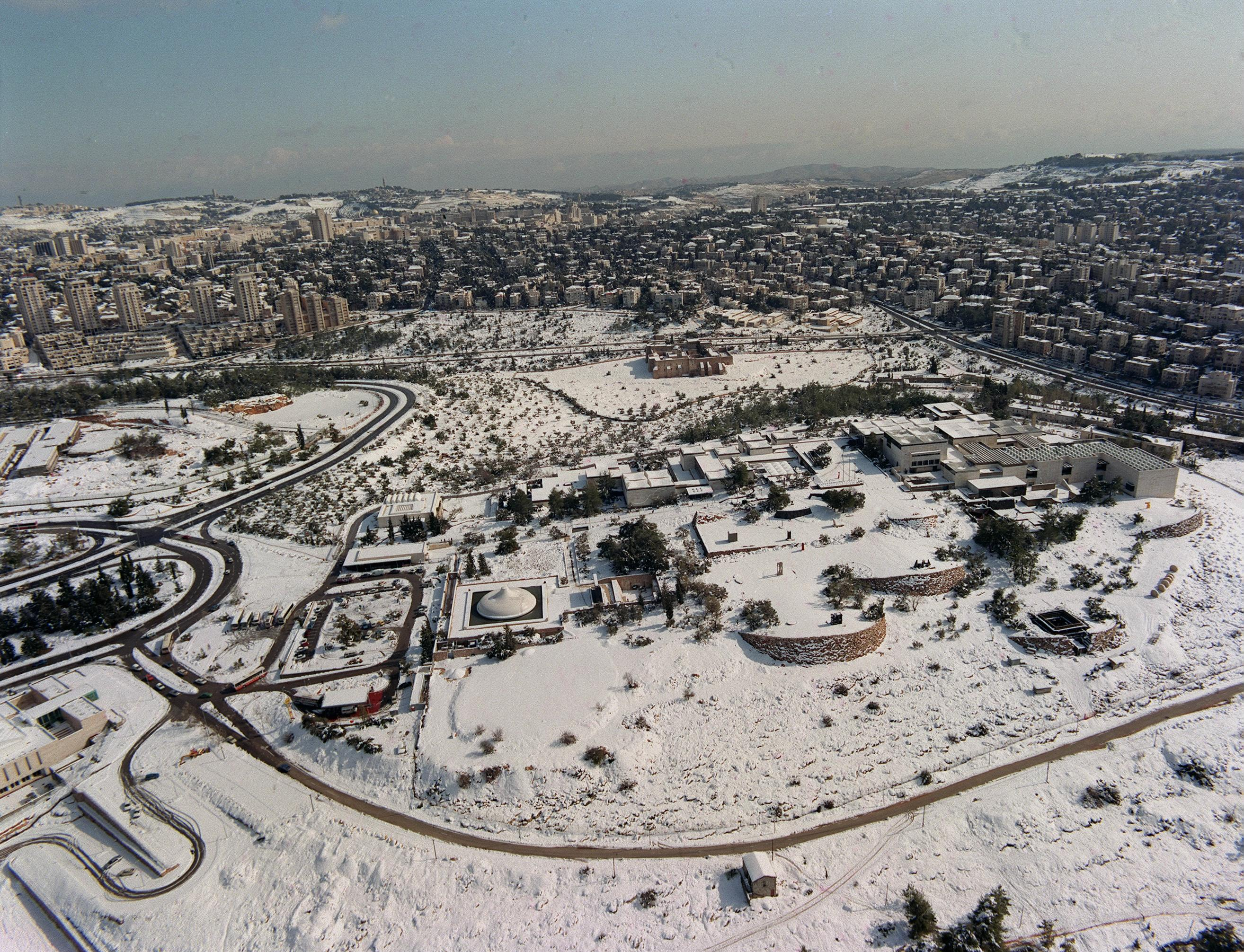
Jerusalém coberta de neve em 3 de janeiro de 1992

A cidade é caracterizada por um clima mediterrânico, com verões quentes e secos, e invernos amenos e chuvosos. Neve cai normalmente uma ou duas vezes ao inverno, embora a cidade experimente forte neve a cada três ou quatro anos em média.
Janeiro é o mês mais frio do ano, com uma temperatura média de 9 °C, julho e agosto são os meses mais quentes, com temperaturas médias de 24 °C. As temperaturas variam muito do dia para a noite, e as noites de Jerusalém são tipicamente amenas mesmo no verão. A precipitação média anual é de aproximadamente 550 milímetros com o período das chuvas ocorrendo principalmente entre novembro e março.
A maior parte da poluição do ar em Jerusalém vem do tráfego de veículos. Muitas das principais ruas de Jerusalém não foram construídas para acolher um volume tão grande de veículos, levando a congestionamentos frequentes e grande quantidade de monóxido de carbono liberado na atmosfera. A poluição industrial dentro da cidade é baixa, mas as emissões provenientes de fábricas na costa mediterrânica podem se deslocar devido aos ventos e pairar sobre a cidade.
| Dados climatológicos para Jerusalém (1881-2007)   | Dados climatológicos para Jerusalém (1881-2007) | Dados climatológicos para Jerusalém (1881-2007) | Dados climatológicos para Jerusalém (1881-2007) | Dados climatológicos para Jerusalém (1881-2007) | Dados climatológicos para Jerusalém (1881-2007) | Dados climatológicos para Jerusalém (1881-2007) | Dados climatológicos para Jerusalém (1881-2007) | Dados climatológicos para Jerusalém (1881-2007) | Dados climatológicos para Jerusalém (1881-2007) | Dados climatológicos para Jerusalém (1881-2007) | Dados climatológicos para Jerusalém (1881-2007) | Dados climatológicos para Jerusalém (1881-2007) | Dados climatológicos para Jerusalém (1881-2007) |
| Mês                                               | Jan                                             | Fev                                             | Mar                                             | Abr                                             | Mai                                             | Jun                                             | Jul                                             | Ago                                             | Set                                             | Out                                             | Nov                                             | Dez                                             | Ano                                             |
| ------------------------------------------------- | ----------------------------------------------- | ----------------------------------------------- | ----------------------------------------------- | ----------------------------------------------- | ----------------------------------------------- | ----------------------------------------------- | ----------------------------------------------- | ----------------------------------------------- | ----------------------------------------------- | ----------------------------------------------- | ----------------------------------------------- | ----------------------------------------------- | ----------------------------------------------- |
| Temperatura máxima recorde (°C)                   | 23,4                                            | 25,3                                            | 27,6                                            | 35,3                                            | 37,2                                            | 36,8                                            | 40,6                                            | 44,4                                            | 37,8                                            | 33,8                                            | 29,4                                            | 26                                              | 44,4                                            |
| Temperatura máxima média (°C)                     | 11,8                                            | 12,6                                            | 15,4                                            | 21,5                                            | 25,3                                            | 27,6                                            | 29                                              | 29,4                                            | 28,2                                            | 24,7                                            | 18,8                                            | 14                                              | 21,5                                            |
| Temperatura média (°C)                            | 9,1                                             | 9,5                                             | 11,9                                            | 17,1                                            | 20,5                                            | 22,7                                            | 24,2                                            | 24,5                                            | 23,4                                            | 20,7                                            | 15,6                                            | 11,2                                            | 17,5                                            |
| Temperatura mínima média (°C)                     | 6,4                                             | 6,4                                             | 8,4                                             | 12,6                                            | 15,7                                            | 17,8                                            | 19,4                                            | 19,5                                            | 18,6                                            | 16,6                                            | 12,3                                            | 8,4                                             | 13,5                                            |
| Temperatura mínima recorde (°C)                   | −6,7                                            | −2,4                                            | −0,3                                            | 0,8                                             | 7,6                                             | 11                                              | 14,6                                            | 15,5                                            | 13,2                                            | 9,8                                             | 1,8                                             | 0,2                                             | −6,7                                            |
| Chuva (mm)                                        | 133,2                                           | 118,3                                           | 92,7                                            | 24,5                                            | 3,2                                             | 0                                               | 0                                               | 0                                               | 0,3                                             | 15,4                                            | 60,8                                            | 105,7                                           | 554,1                                           |
| Dias com chuva                                    | 12,9                                            | 11,7                                            | 9,6                                             | 4,4                                             | 1,3                                             | 0                                               | 0                                               | 0                                               | 0,3                                             | 3,6                                             | 7,3                                             | 10,9                                            | 62                                              |
| Umidade relativa (%)                              | 61                                              | 59                                              | 52                                              | 39                                              | 35                                              | 37                                              | 40                                              | 40                                              | 40                                              | 42                                              | 48                                              | 56                                              | 45,8                                            |
| Insolação (h)                                     | 192,2                                           | 243,6                                           | 226,3                                           | 267                                             | 331,7                                           | 381                                             | 384,4                                           | 365,8                                           | 309                                             | 275,9                                           | 228                                             | 192,2                                           | 3 397,1                                         |
| Fonte: Serviço Meteorológico de Israel            |                                                 |                                                 |                                                 |                                                 |                                                 |                                                 |                                                 |                                                 |                                                 |                                                 |                                                 |                                                 |                                                 |
| Fonte 2: Observatório de Hong Kong (horas de sol) |                                                 |                                                 |                                                 |                                                 |                                                 |                                                 |                                                 |                                                 |                                                 |                                                 |                                                 |                                                 |                                                 |

## Demografia

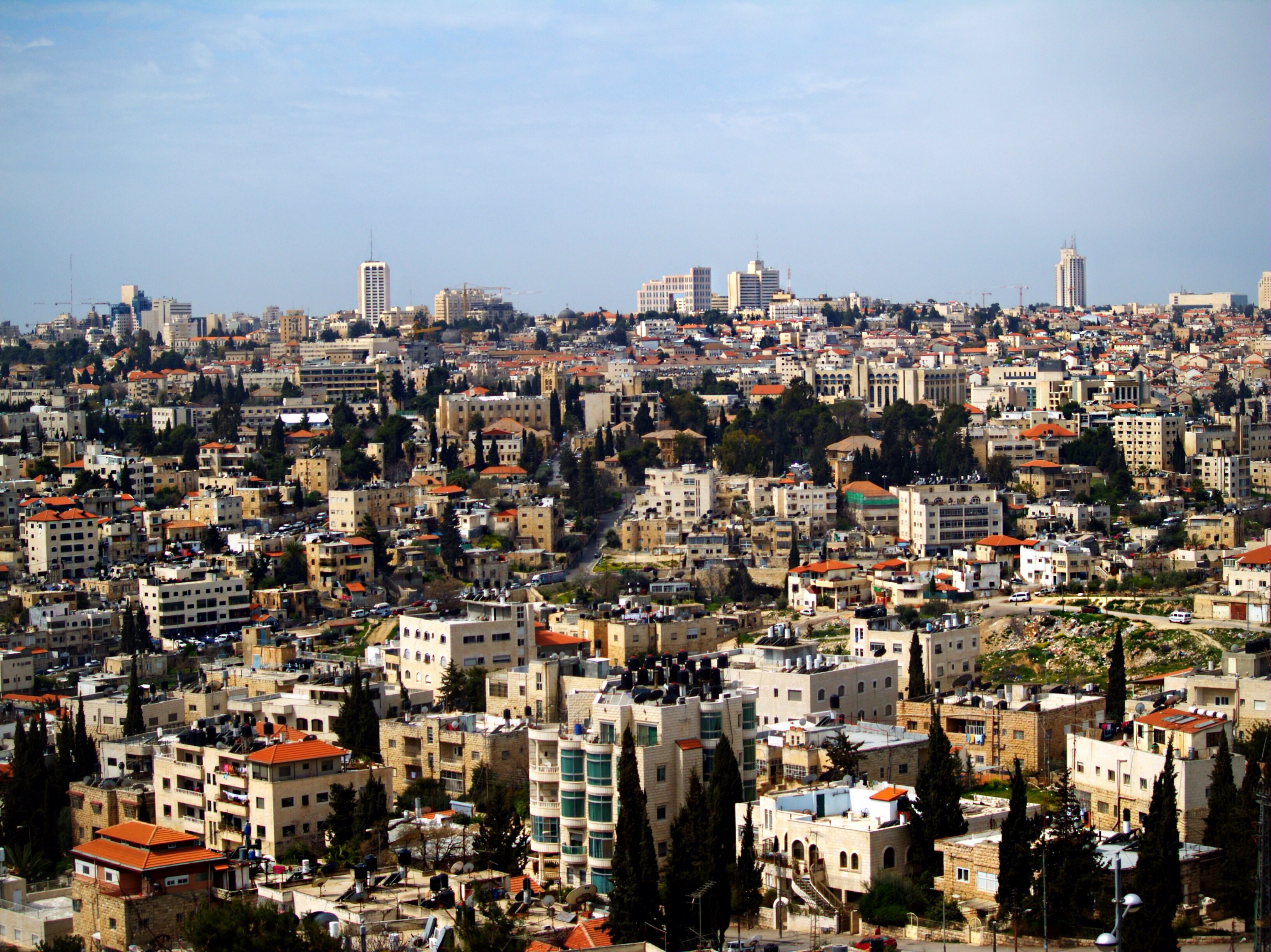
Sheikh Jarrah, bairro predominantemente árabe em Jerusalém Oriental

Em maio de 2007, Jerusalém tinha uma população de 732 100 - 64% eram judeus, 32% muçulmanos, e 2% cristãos. No final de 2005, a densidade populacional era de 5 750, 4 habitantes por quilômetro quadrado. De acordo com um estudo publicado em 2000, a porcentagem de judeus na cidade tem decrescido; isso foi atribuído a uma maior taxa de natalidade dos palestinos, e a moradores judeus que deixaram a cidade. O estudo também constatou que cerca de nove por cento dos 32 488 habitantes da Cidade Velha eram judeus.
Em 2005, 2850 imigrantes se estabeleceram em Jerusalém, grande parte vindos do Estados Unidos, França, e da ex-União Soviética. Em termos da população local, o número de residentes que deixa a cidade é maior do que o número dos que chegam. Em 2005, 16 000 foram embora de Jerusalém e apenas 10 000 se mudaram para a cidade. No entanto, a população de Jerusalém continua a aumentar devido à elevada taxa de natalidade, especialmente na população árabe e nas comunidades judaicas Haredi. Consequentemente, a taxa total de fecundidade em Jerusalém (4,02) é superior da de Telavive (1,98) e bem acima da média nacional de 2,90. O tamanho médio das 180 000 famílias de Jerusalém é de 3,8 pessoas.
Em 2005, a população total aumentou cerca de 13 000 (1,8%) - semelhante à média nacional israelense, mas a composição étnica e religiosa está mudando. Enquanto 31% da população judaica é constituída por crianças abaixo dos quinze anos, o índice para a população árabe é de 42%. Isto parece reforçar as observações de que a porcentagem de judeus em Jerusalém tem diminuído ao longo das últimas quatro décadas. Em 1967, os judeus representavam 74 por cento da população, enquanto o índice em 2006 era nove por cento menor. Os possíveis fatores são o elevado custo da habitação, menos oportunidades de emprego e o crescente caráter religioso da cidade. Muitas pessoas estão indo para os subúrbios e cidades costeiras, em busca de habitação mais barata e um estilo de vida secular.
A demografia e a divisão da população árabe e judaica desempenham um papel importante na disputa em Jerusalém. Em 1998, o Departamento de Desenvolvimento de Jerusalém propôs expandir os limites da cidade para o oeste a fim de incluir mais áreas povoadas por judeus.

### Crítica ao planejamento urbano

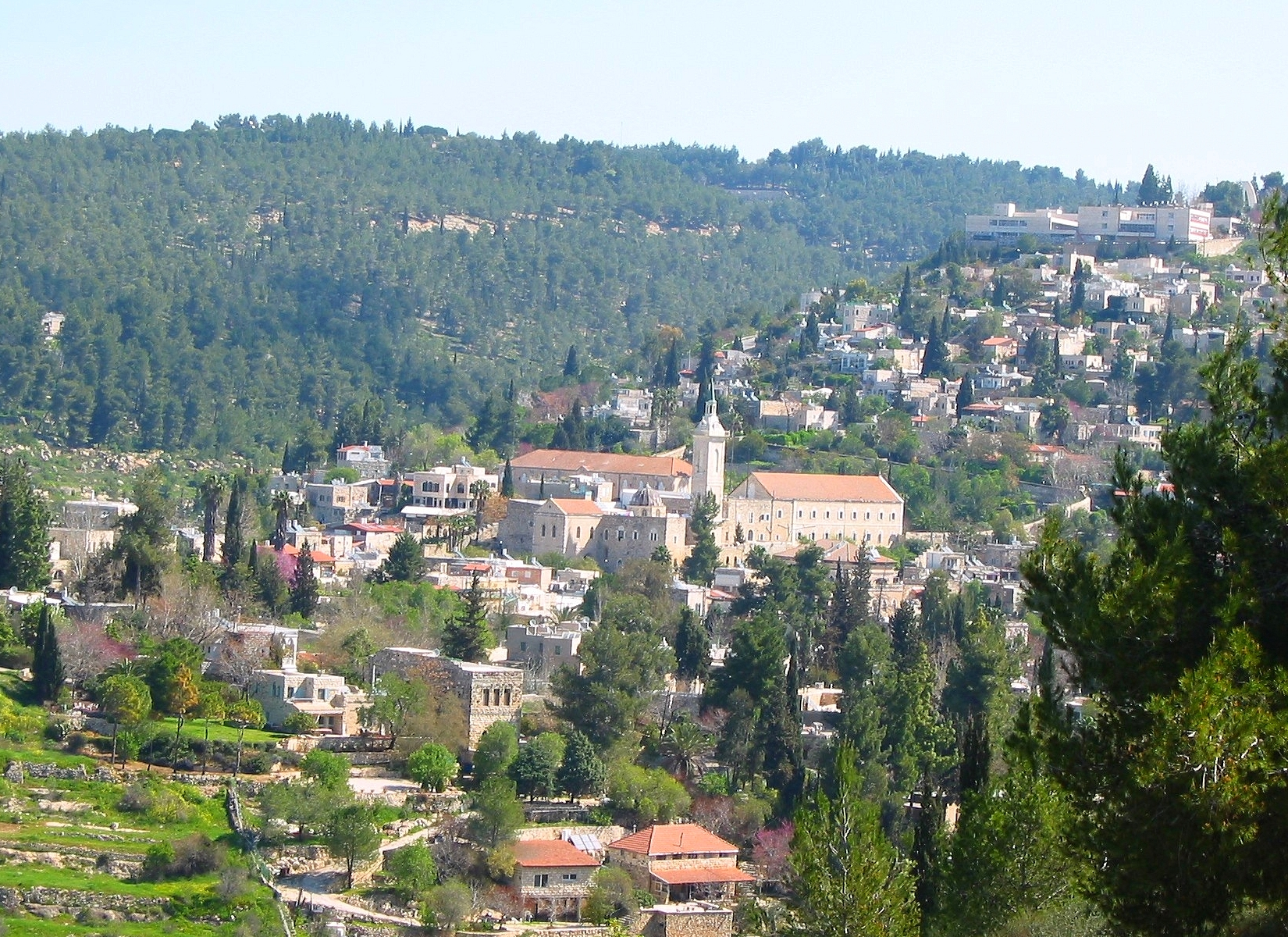
Igrejas e casas de Ein Kerem, situada entre as montanhas

Os críticos dos esforços para promover uma maioria judaica em Israel dizem que as políticas de planejamento do governo são motivadas por estudos demográficos que procuram limitar as construções da população árabe, promovendo, simultaneamente, as construções destinadas a judeus.
De acordo com um relatório do Banco Mundial, o número de violações em construções registradas entre 1996 e 2000 foi quatro vezes e meia superior nos bairros judaicos, mas foram emitidas quatro vezes menos ordens de demolição em Jerusalém Ocidental do que em Jerusalém Oriental. Os árabes de Jerusalém tinham mais dificuldade para receber a permissão de construir do que os judeus, e "as autoridades provavelmente agem mais contra os palestinos que constroem sem licença" do que contra os judeus que violam os processos de licenciamento.
Nos últimos anos, fundações judaicas privadas têm recebido permissão do governo para desenvolver projetos em terras disputadas, como no parque arqueológico Cidade de David, no bairro palestino de Silwan (ao lado da Cidade Velha), e o Museu da Tolerância no cemitério de Mamilla (ao lado da Praça Tzion). O governo de Israel também está desapropriando terras palestinas para a construção do Muro da Cisjordânia, sob a alegação de evitar ataques terroristas. Porém, os opositores acreditam que o planejamento urbano vem sendo usado como estratégia para a judaização de Jerusalém.

## Governo e política

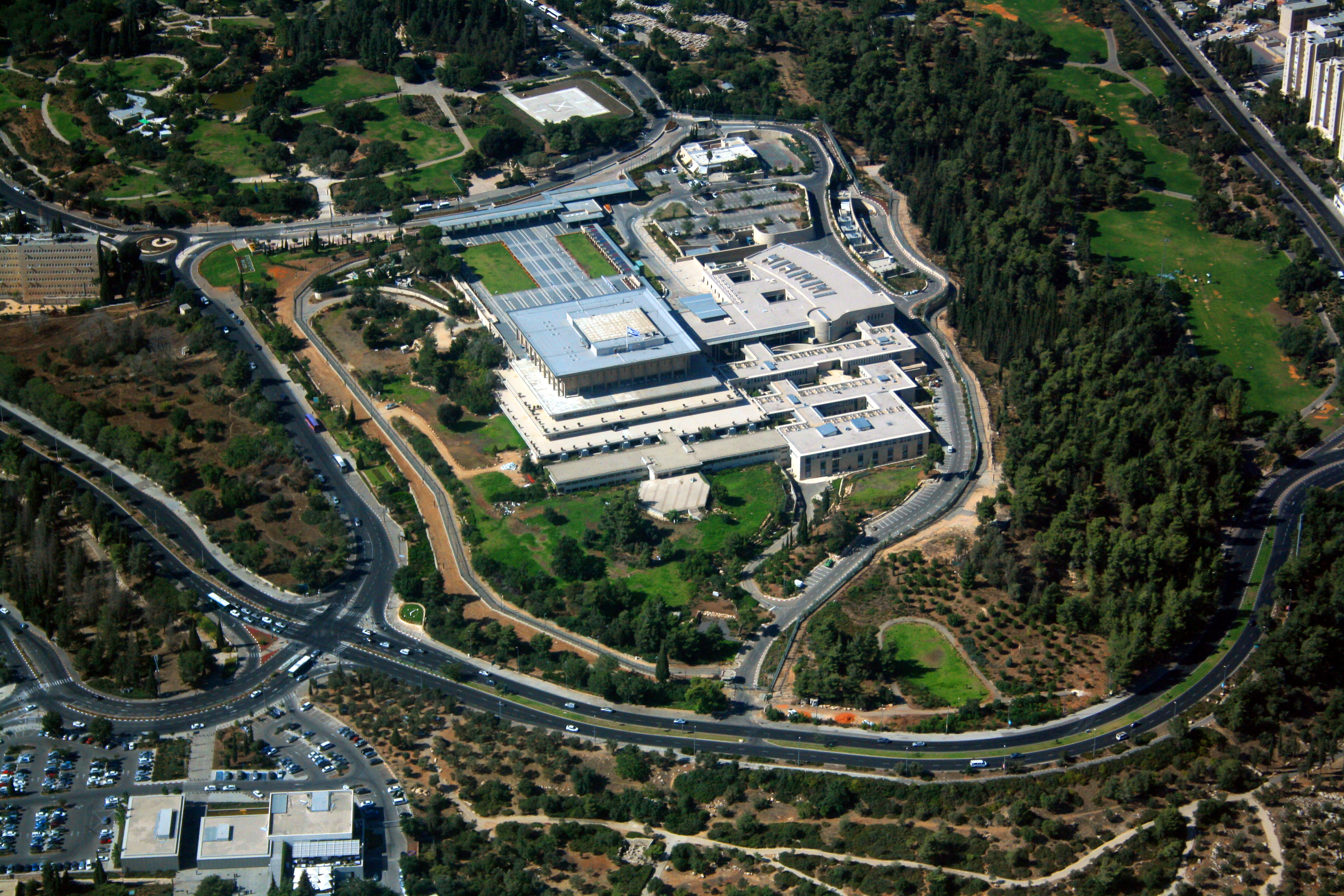
O prédio Knesset em Jerusalém, sede do Parlamento de Israel do governo de Israel

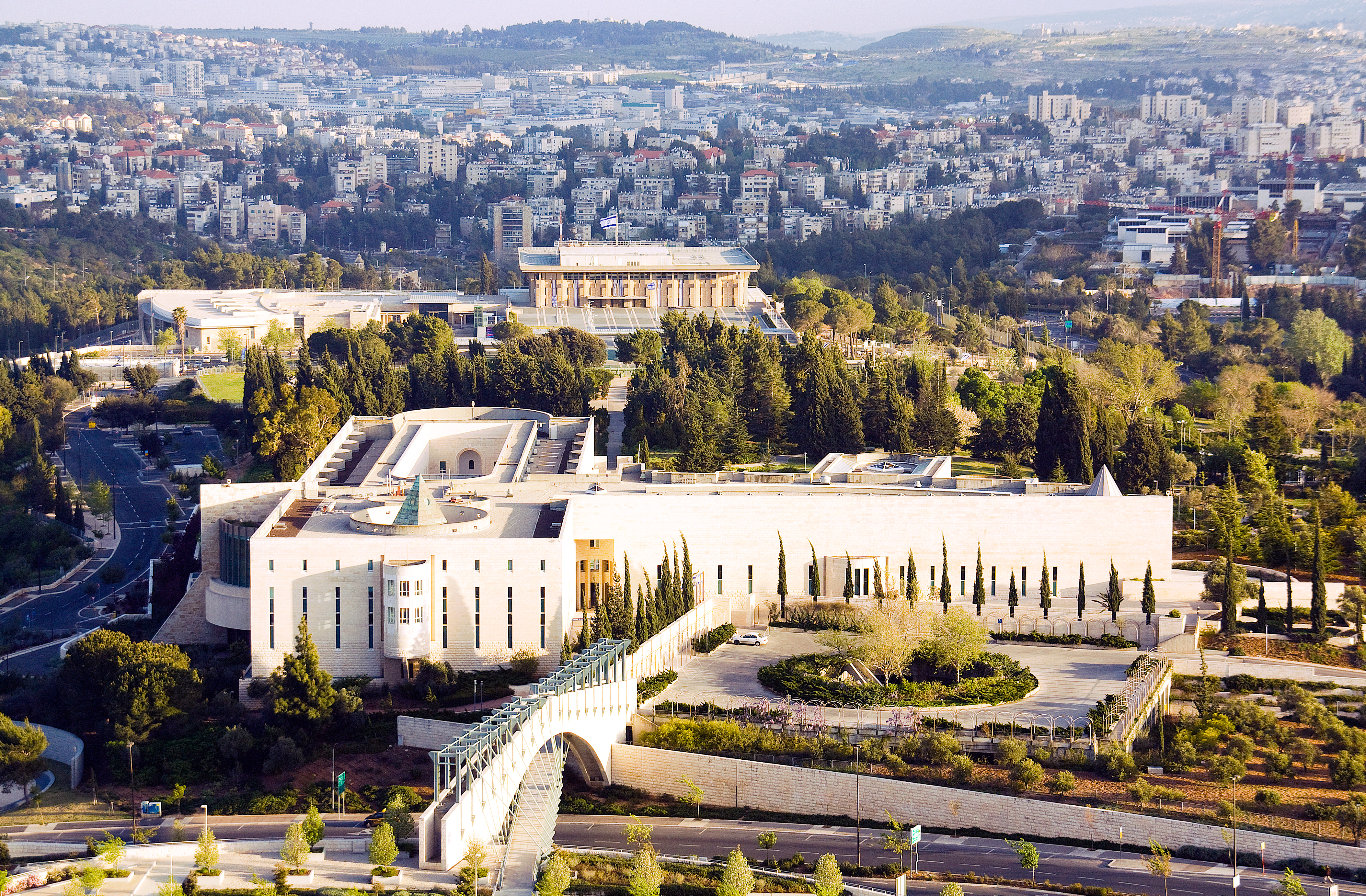
Suprema Corte de Israel

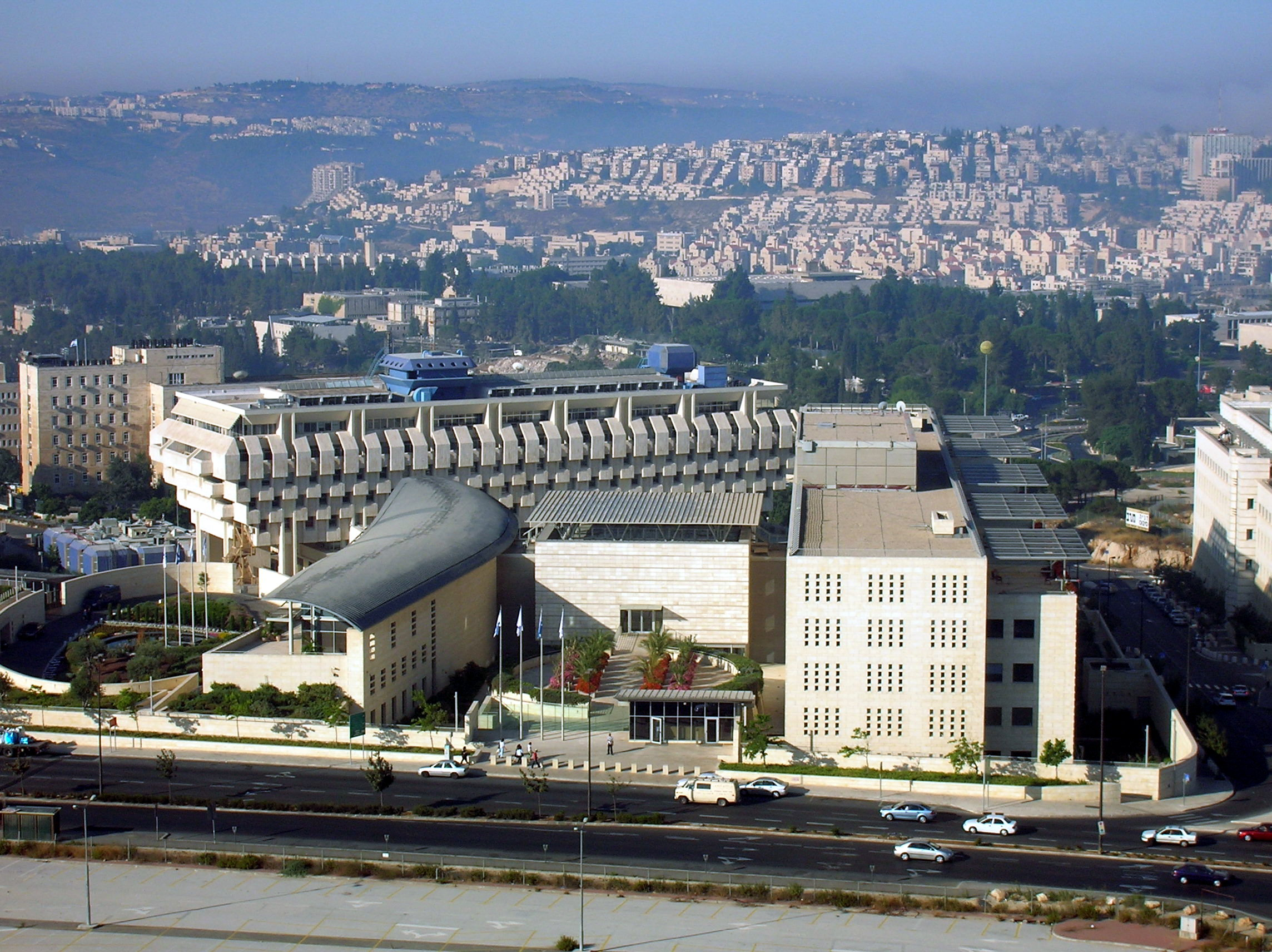
Edifício do Ministério das Relações Exteriores

Atualmente Jerusalém é um município em Israel e também a sua capital e a sede do governo, embora não seja reconhecida como tal pelas Nações Unidas e pela União Europeia. A cidade é governada por um conselho municipal composto por 31 membros eleitos cada quatro anos. Desde 1975, o presidente da câmara (prefeito) é eleito por sufrágio direto cumprindo um mandato de 5 anos e apontando 6 deputados. O prefeito atual de Jerusalém, Uri Lupolianski, foi eleito em 2003. O Ministério para Serviços Religiosos israelita tem responsabilidade pelos locais sagrados da cidade, embora cada comunidade religiosa deva zelar pela preservação dos seus edifícios.
Órgão à parte de prefeito e deputados, os membros do conselho da cidade não recebem salários, trabalhando de forma voluntária. O prefeito que mais tempo serviu Jerusalém foi Teddy Kollek, que passou 28 anos, seis mandatos consecutivos, no posto. A maioria dos encontros do Conselho de Jerusalém são privados, mas a cada mês, mantém uma sessão aberta ao público. Dentro do Conselho da cidade, grupos políticos religiosos formam uma facção especialmente poderosa, possuindo a maioria dos assentos. A base do Município de Jerusalém e do gabinete do prefeito fica na Praça Safra (Kikar Safra), na Rua Jafa. O novo complexo municipal, compreendendo dois prédios modernos e dez prédios históricos recuperados entorno de uma grande praça, foi aberto em 1993. A cidade termina no Distrito de Jerusalém, com Jerusalém como a capital do distrito.

### Situação política
Em 5 de dezembro de 1949, o primeiro-ministro do Estado de Israel, David Ben-Gurion, proclamou Jerusalém como a capital de Israel e desde então todos os órgãos do governo de Israel — legislativo, judicial, e executivo — tem residido lá. Na época da proclamação, Jerusalém foi dividida entre Israel e o Jordão e assim, somente o oeste de Jerusalém foi considerado capital de Israel. Imediatamente depois de uma guerra de seis dias em 1967, entretanto, Israel anexou o Leste de Jerusalém, a tornando de facto parte da capital Israelense. Israel conservou o status da "completa e unificada" Jerusalém — oeste e leste — como sua capital, em 1980 Lei básica: Jerusalém, Capital de Israel.
O status de uma "Jerusalém unificada" como "eterna capital" de Israel tem sido um problema de imensa controvérsia dentro da comunidade internacional. Entretanto, alguns países mantêm consulados em Jerusalém, e duas embaixadas nos subúrbios de Jerusalém, todas as embaixadas estão localizadas fora da propriedade da cidade, a maioria em Telavive.
A Resolução 478 do Conselho de Segurança das Nações Unidas não vinculativa, tramitada em 20 de agosto de 1980, declarou a Lei Fundamental "nula e de nenhum efeito e deve ser resolvida imediatamente". "Os Estados-Membros foram aconselhados a retirar suas representações diplomáticas da cidade como uma medida punitiva. A maioria dos países cumpriu a resolução, deslocando suas representações para Telavive. Mas muitas embaixadas já estavam instaladas antes mesmo da Resolução 478. Atualmente não existem embaixadas dentro dos limites da cidade de Jerusalém, embora haja algumas em Mevasseret Zion, na periferia de Jerusalém, e quatro consulados na cidade propriamente dita.

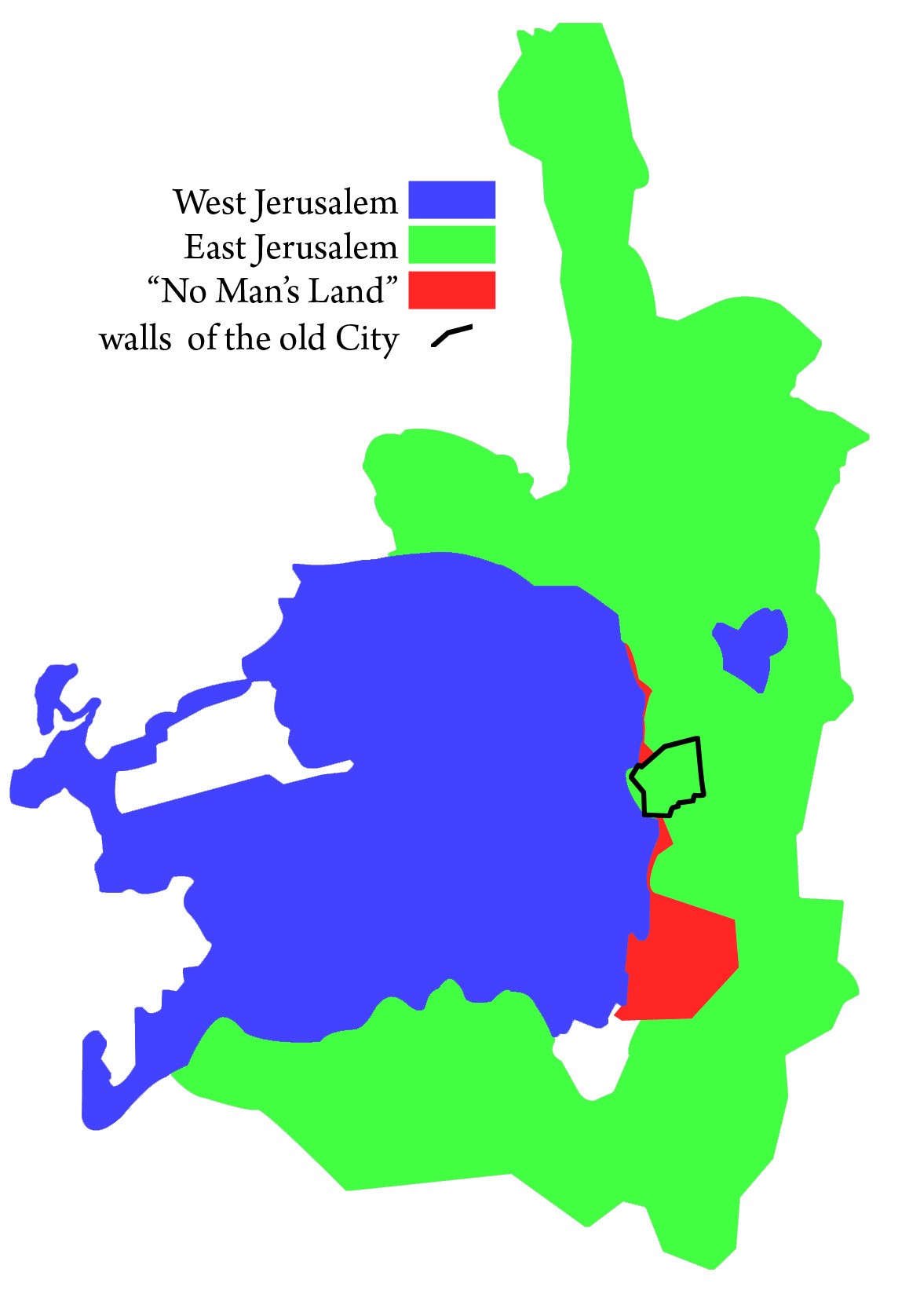
Área municipal: Jerusalém Ocidental (em azul), Jerusalém Oriental (em verde) e área desabitada (em vermelho)

Em 1995, o Congresso dos Estados Unidos aprovou a mudança da embaixada norte-americana de Telavive para Jerusalém, através da Lei da embaixada de Jerusalém. Entretanto, o presidente George W. Bush alegou que, segundo a Constituição as relações exteriores são da alçada do poder executivo. Assim, a embaixada dos Estados Unidos ainda continua em Telavive.
As instituições mais proeminentes em Israel, incluindo o Knesset, a Suprema Corte, e as residências oficiais do Presidente e primeiro-ministro, estão localizadas em Jerusalém. Anteriormente à criação do Estado de Israel, a cidade serviu como capital administrativa do Mandato Britânico, o qual incluía os atuais estados de Israel e da Jordânia. De 1949 até 1967, Jerusalém Ocidental serviu como capital de Israel, mas não foi reconhecida internacionalmente como tal, já que a Resolução 194 da Assembleia Geral da ONU previa que Jerusalém se tornasse uma cidade internacional. Em consequência da Guerra dos Seis Dias (1967), Jerusalém foi inteiramente ocupada por Israel. Em 27 de junho de 1967, o governo de Levi Eshkol estendeu a jurisdição da lei israelense a Jerusalém Oriental, mas concordou que o conjunto da administração do Monte do Templo seria mantida pelo waqf jordaniano, no âmbito do Ministério Jordaniano de Dotação Religiosa.
Em 1988, Israel, alegando razões de segurança, ordenou o fechamento da Casa do Oriente, sede da Sociedade de Estudos Árabes e da Organização para a Libertação da Palestina. O prédio foi reaberto em 1992 como uma pousada palestina. Os Acordos de paz de Oslo previam que o status final de Jerusalém seria determinado pelas negociações com a Autoridade Nacional Palestiniana, que considera Jerusalém Oriental como a capital de um futuro estado palestino.
Em 6 de dezembro de 2017, o presidente dos Estados Unidos, Donald Trump, reconheceu Jerusalém como a capital de Israel e anunciou a transferência da embaixada estadunidense para a cidade. Depois da decisão do governo Trump, sete países também anunciaram o reconhecimento de Jerusalém como a capital de Israel: Guatemala, Togo, Honduras e quatro micronações do Pacífico.

### Cidades-irmãs
- Ayabe, Japão[166]
- Praga, República Tcheca[167]
- Nova Iorque, Estados Unidos (1993)[168][169]
- Brasília, Brasil (2015)[170]
- Manaus, Brasil (2011)[171][172]
- Rio de Janeiro, Brasil (2006)[173]

## Economia

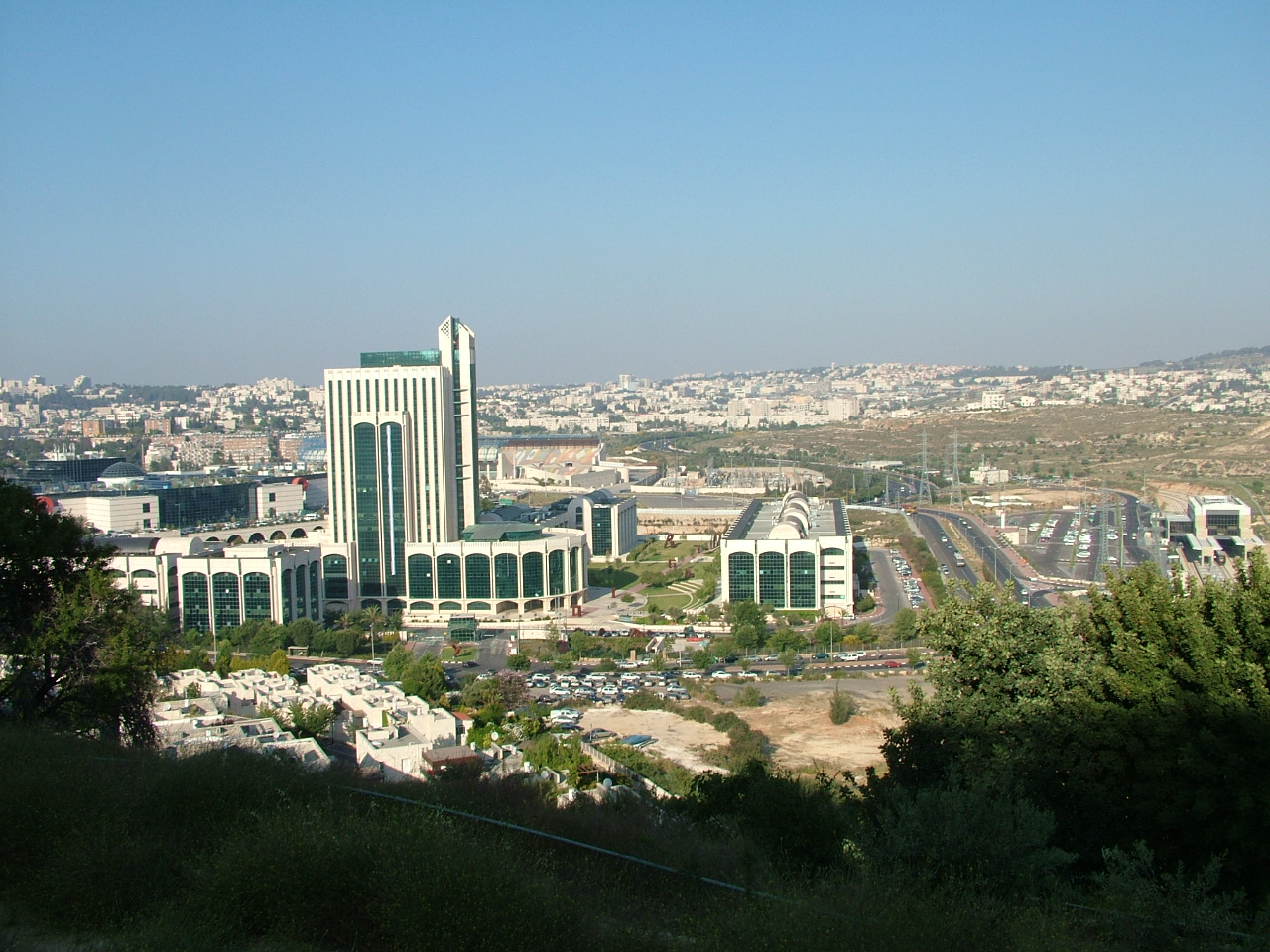
Parque Tecnológico de Jerusalém

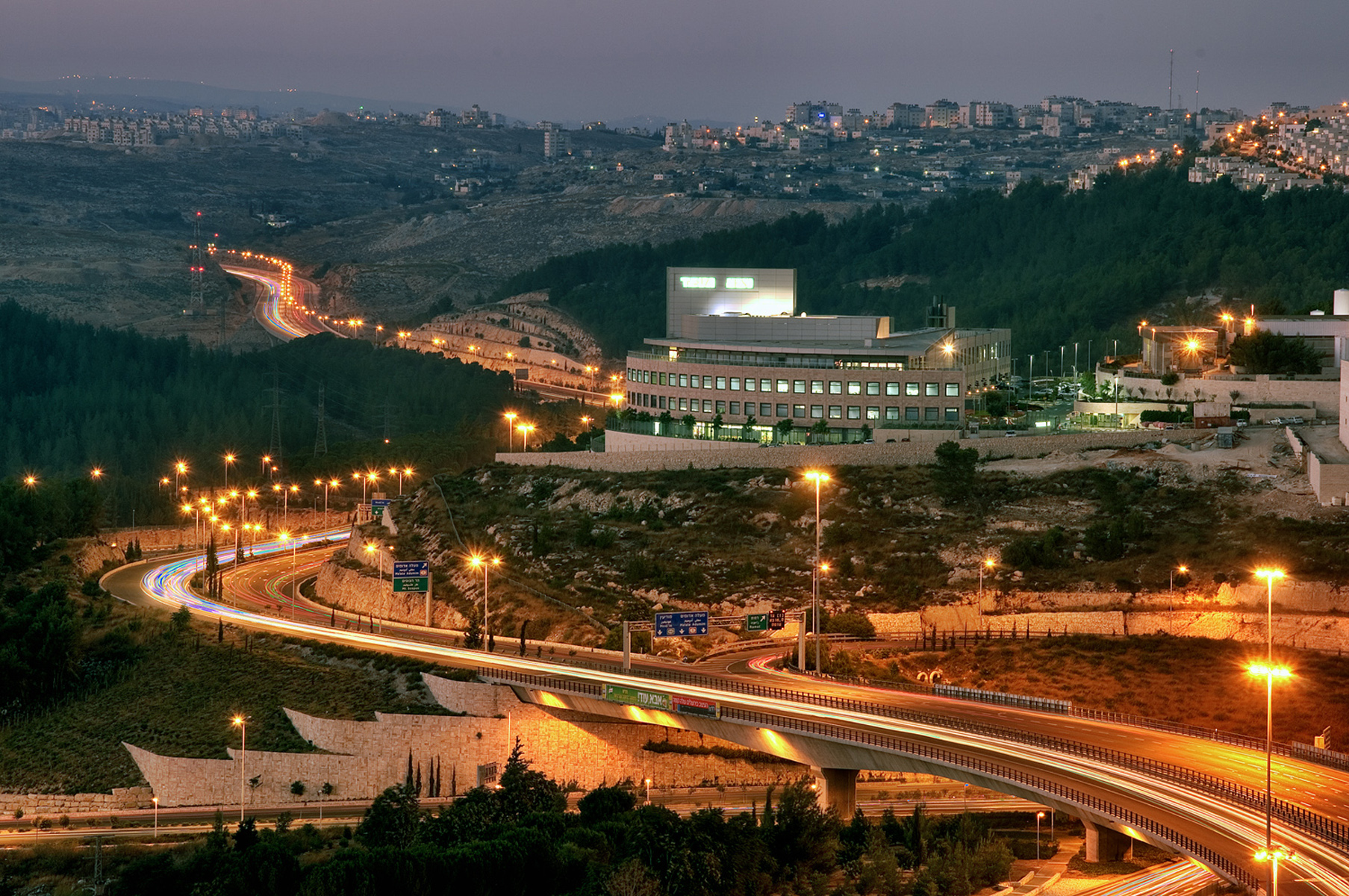
Parque tecnológico no Monte cortadores de pedra

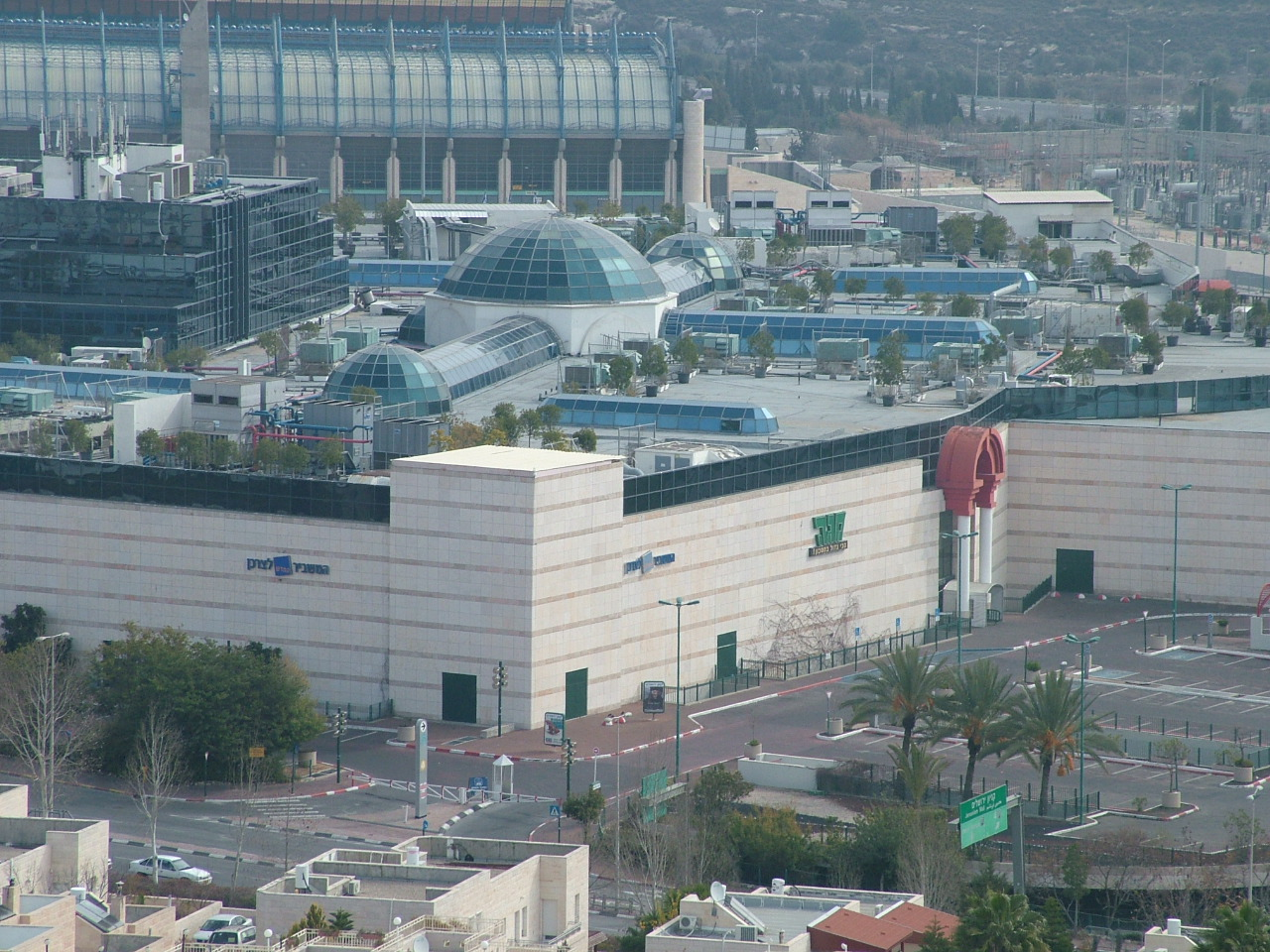
Malha Mall

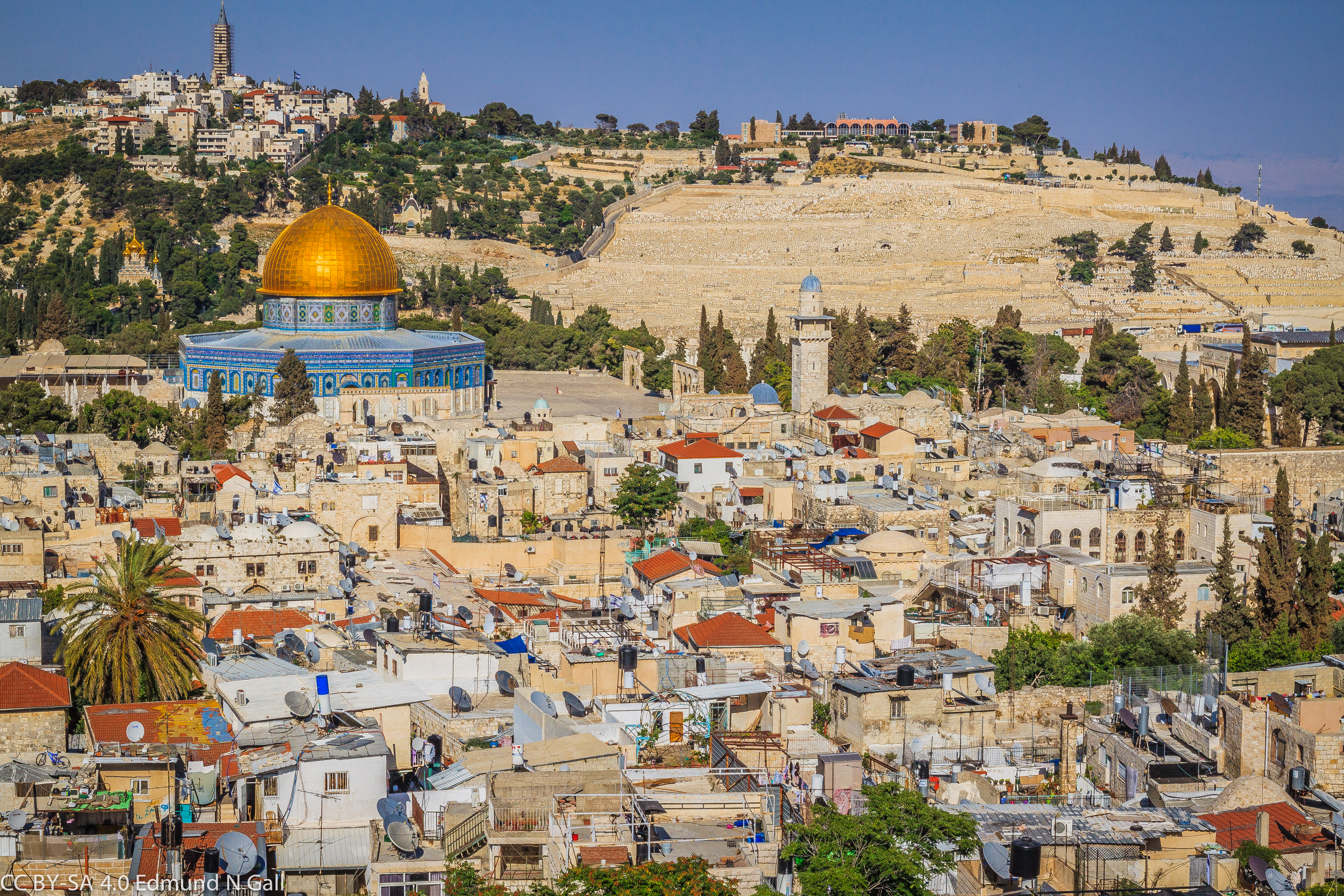
Cidade Antiga de Jerusalém

Historicamente, a economia de Jerusalém foi sustentada quase que exclusivamente por peregrinos religiosos, e era localizada longe dos maiores portões de Jafa e Gaza. Os marcos religiosos de Jerusalém hoje permanecem a principal razão de visitantes estrangeiros, com a maioria dos turistas visitando o Muro das Lamentações e a Cidade Antiga, mas em meados do século tornou-se muito claro que Jerusalém não pode ser somente sustentada por sua significância religiosa.
Ainda que muitas estatísticas indiquem crescimento econômico na cidade, desde 1967, Jerusalém Oriental tem ficado muito atrás em relação ao desenvolvimento da Jerusalém Ocidental. Todavia, a porcentagem de famílias com pessoas empregadas é maior para famílias árabes (76,1%) que para famílias judaicas (66,8%). A taxa de desemprego em Jerusalém (8,3%) é um pouco melhor que a média nacional (9,0%), ainda que a força de trabalho civil seja estimada para menos da metade de todas as pessoas de 15 anos em diante — fica abaixo em comparação à de Telavive (58,0%) e Haifa (52,4%).
A pobreza da cidade tem crescido bastante nos últimos anos; entre 2001 e 2007, o número de pessoas abaixo da linha de pobreza cresceu 40%. Em 2006, a renda per capita mensal de um trabalhador em Jerusalém foi de 5 940 Novos Sheqel (NIS) (US$ 1 410), NIS 1 350 menor que a recebida por um trabalhador em Telavive.
Durante o mandato britânico, uma lei foi estabelecida requerendo que todos os prédios fossem construídos de Meleke para preservar a característica estética e histórica única da cidade. Complementando esta arquitetura, que ainda continua em vigor, é o desencorajamento de indústria pesada em Jerusalém; somente entorno de 2,2% da terra de Jerusalém é zoneada por "indústrias e infraestrutura". Por comparação, a porcentagem de terra em Telavive zoneada por indústrias e infraestrutura é duas vezes mais alta, e em Haifa, sete vezes mais alta.
Somente 8,5% da força de trabalho do Distrito de Jerusalém é empregada no setor de manufatura, que é metade da média nacional (15,8%). Mais alto que a porcentagem média são os empregados em educação (17,9% vs. 12,7%); saúde e bem-estar (12,6% vs. 10,7%); comunidade e serviço social (6,4% vs. 4,7%); hotéis e restaurantes (6,1% vs. 4,7%); e a administração pública (8,2% vs. 4,7%).
Apesar de Telavive permanecer o centro financeiro de Israel, um número crescente de companhias de alta tecnologia estão se movendo para Jerusalém, provendo 12 mil empregos em 2006. O parque industrial do norte de Jerusalém Har Hotzvim é a sede de algumas das maiores corporações de Israel, entre elas a Intel, Teva Pharmaceutical Industries, e ECI Telecom. Planos de expansão para o parque industrial prevê uma centena de novos negócios, um posto de bombeiros, e uma escola, cobrindo uma área de 530 000 m² (130 acres).
Desde o estabelecimento do Estado de Israel, o governo nacional tem permanecido o maior investidor na economia de Jerusalém. O governo, centrado em Jerusalém, gera um largo número de empregos, e oferece subsídios e incentivos para novas iniciativas em negócios e empresas iniciantes. Segundo dados do governo israelense 78% da população árabe da cidade está abaixo da linha da pobreza.

## Infraestrutura

### Transportes

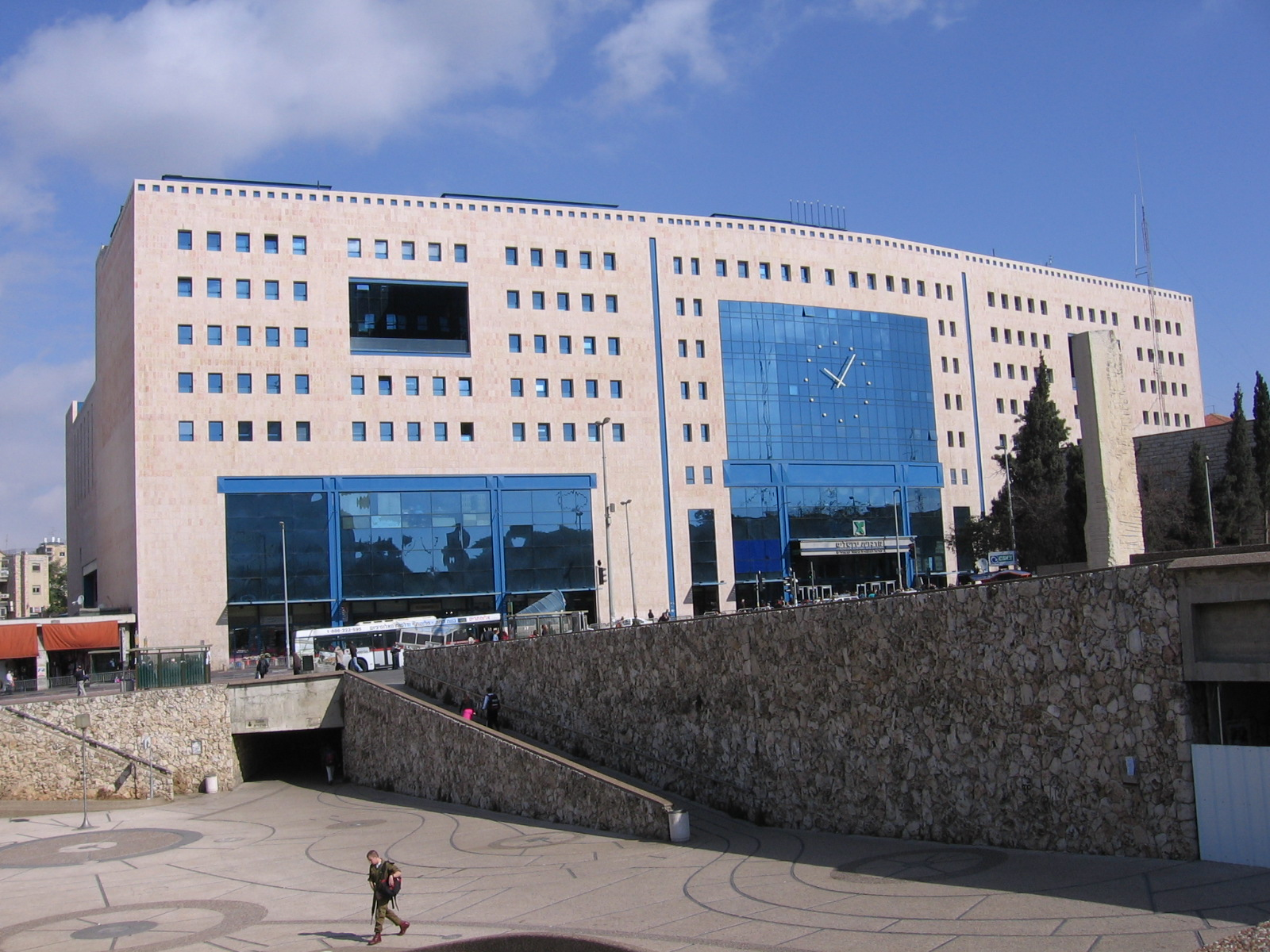
Estação Central de autocarros de Jerusalém

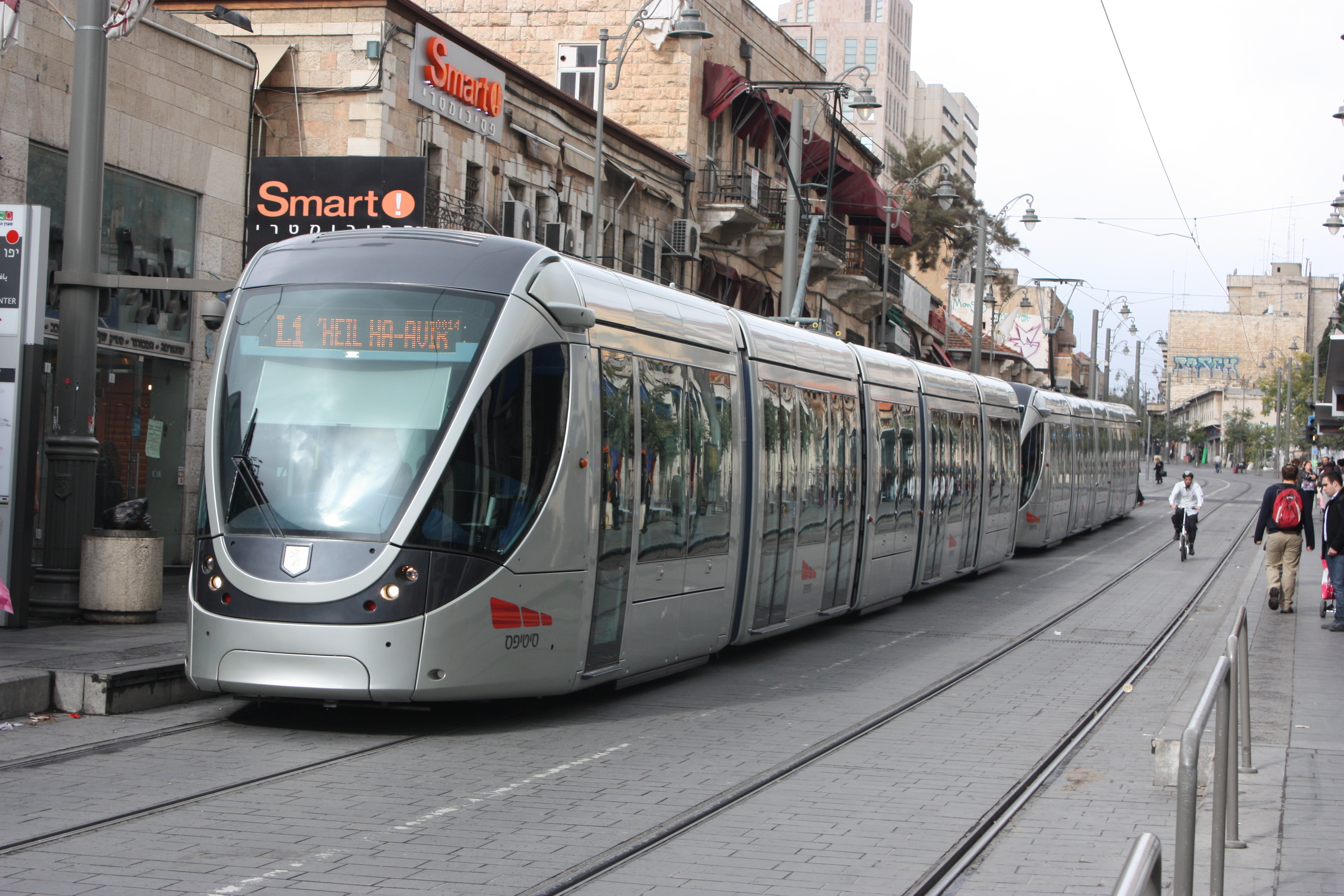
Trem do Metropolitano de Jerusalém

O aeroporto mais próximo de Jerusalém é Atarot, situado entre Jerusalém e Ramala, que foi usado para voos domésticos até ao seu fechamento em 2001, durante a Segunda Intifada. Desde então, está sob o controlo das Forças Armadas Israelenses, e todo o tráfego aéreo foi desviado para o Aeroporto Internacional Ben Gurion, o maior e mais movimentado aeroporto israelense, que serve cerca de nove milhões de passageiros anualmente.
A Egged, a segunda maior empresa de autocarros (ônibus) do mundo, lida com a maioria do serviço de autocarro local e intercidades que sai da Estação Central de Autocarros na Estrada de Jafa perto da entrada ocidental de Jerusalém a partir da autoestrada número 1. Em 2008, autocarros da Egged, táxis e carros privados são as únicas opções de transporte em Jerusalém. Contudo, isto irá mudar com a construção do Light rail de Jerusalém, um sistema ferroviário que está em construção. O sistema ferroviário será capaz de transportar cerca de 200 000 pessoas diariamente. Terá 24 paragens, e a sua conclusão está planejada para janeiro de 2009.
Outra obra em andamento é uma nova linha para comboio de alta velocidade de Telavive para Jerusalém, que está planeada para 2011. O seu terminal será uma estação subterrânea (80 m de profundidade) que servirá o Centro Nacional de Congressos e a Estação Central de Autocarros e está planejado que seja eventualmente expandida até à estação de Malha. A Israel Railways opera serviços de comboio para estação de comboios de Malha a partir de Telavive via Bete-Semes.
A Via Rápida Begin é uma das maiores vias transversais norte-sul de Jerusalém; vai desde o lado ocidente da cidade, fundindo no norte com a Via 443, que continua em direção de Telavive. A Via 60 atravessa o centro da cidade perto da Linha Verde entre Jerusalém Este e Oeste. A construção está a progredir em partes de um rodoanel de 35 quilómetros à volta da cidade, providenciando ligações mais rápidas entre os subúrbios. A metade oriental do projeto foi conceitualizado há décadas, mas reação à autoestrada proposta é ainda mista.

### Educação

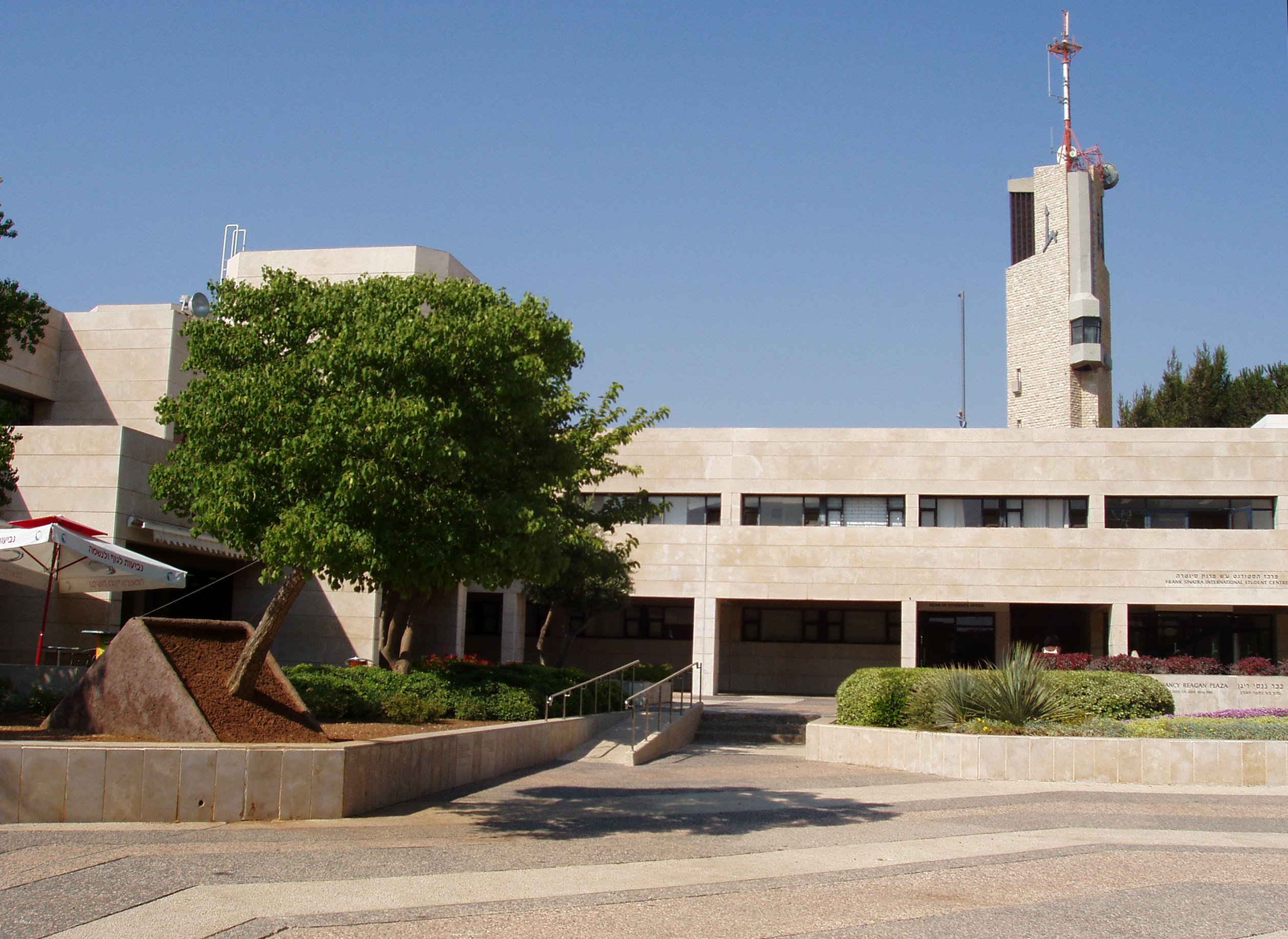
O campus da Universidade Hebraica de Jerusalém no Monte Scopus

Jerusalém abriga diversas universidades prestigiadas, com cursos oferecidos em hebraico, árabe, e inglês. Fundada em 1925, a Universidade Hebraica de Jerusalém é uma das mais respeitadas instituições de ensino superior em Israel. Em um levantamento recente, de 2009, a universidade hebraica foi classificada na posição 64ª no mundo (e 4ª na região da Ásia e do Oceano Pacífico), incluindo-se entre as 100 melhores universidades do mundo. A Comissão de Diretores já incluiu figuras judaicas proeminentes no campo intelectual, tais como Albert Einstein e Sigmund Freud. A universidade também produziu vários laureados do Prêmio Nobel; dentre recentes ganhadores do prêmio associados com Universidade Hebraica incluem Avram Hershko, David Gross e Daniel Kahneman. Um dos maiores bens da universidade é a Biblioteca Nacional de Israel, que abriga mais de cinco milhões de livros. A biblioteca foi inaugurada em 1892, mais de três décadas antes da fundação da universidade, e é um dos maiores repositórios do mundo sobre temas judeus. Atualmente, a biblioteca é ao mesmo tempo a biblioteca central da universidade e biblioteca nacional. A Universidade Hebraica é constituída de três campi em Jerusalém, no monte Scopus, em Givat Ram e um campus médico no Hospital Hadassah Ein Karem.
A Universidade Al-Quds foi fundada em 1984 para servir como principal universidade para os povos árabes e palestinos. Segundo a própria universidade, é descrita como a "única universidade árabe em Jerusalém". A Universidade Al-Quds se localiza ao sudeste da cidade, num campus de 190 mil metros quadrados. Outra instituição de ensino superior em Jerusalém é a Academia de Música e Dança de Jerusalém e a Academia de Arte e Design Bezalel, que tem seus edifícios localizados nos campi da Universidade Hebraica.

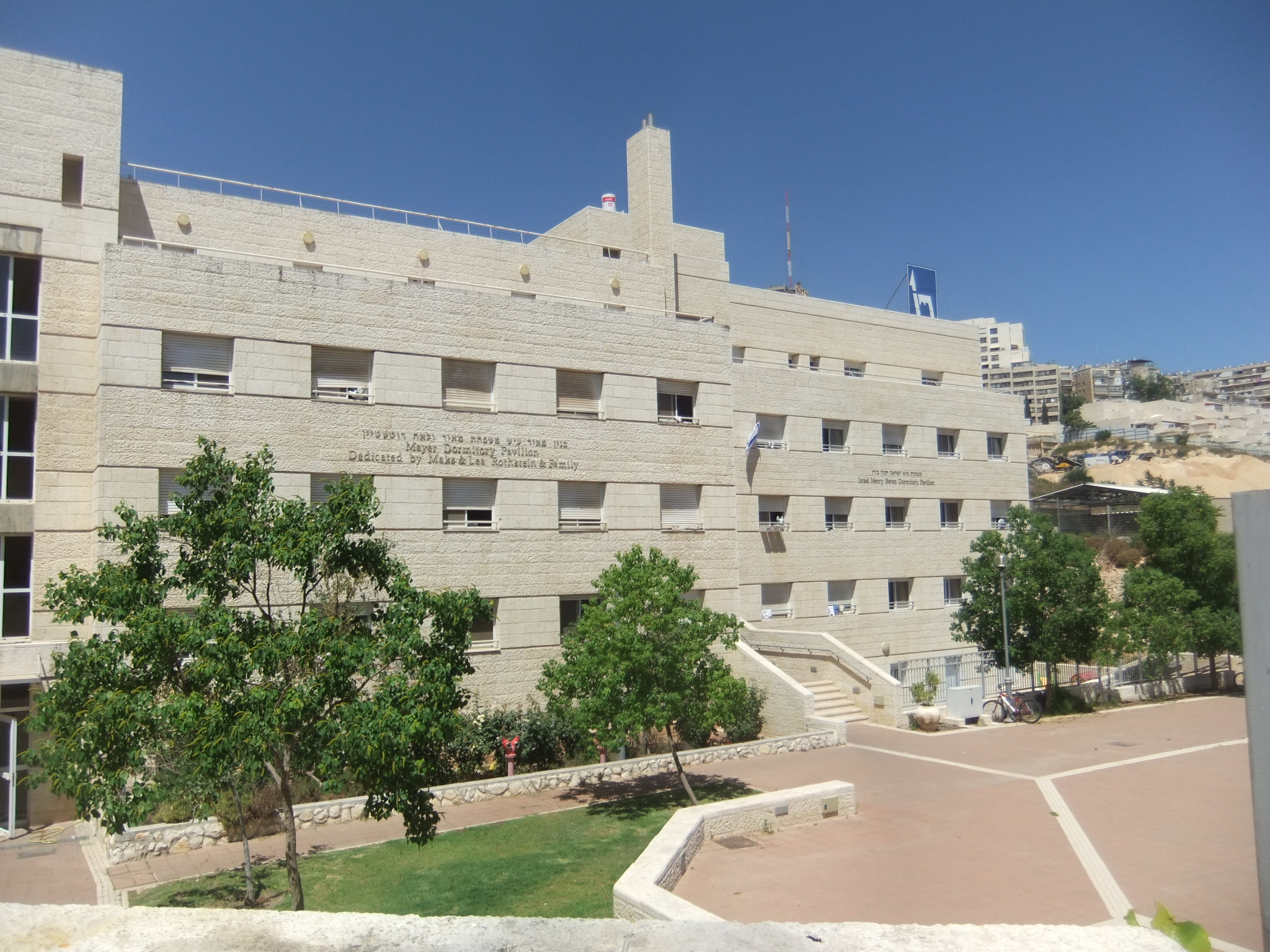
Instituto de Tecnologia de Israel

O Instituto de Tecnologia de Jerusalém, fundada em 1969, combina treinamentos em engenharia e outros campos de alta tecnologia com um programa de estudos judeus. É uma das muitas escolas de Jerusalém, tanto do ensino fundamental quanto superior que combinam estudos seculares e religiosos. Existem, na cidade, diversas instituições religiosas e yeshivás, sendo que a Yeshivat Mir alega ser a maior. No período de 2003-2004, havia aproximadamente 8 mil alunos colegiais em escolas de hebraico. Contudo, devido à grande quantidade de alunos no sistema Haredi, somente cinquenta porcento se matriculavam nos exames (Bagrut), e somente 37% estavam aptos a se formar. Ao contrário das escolas públicas, muitas escolas Haredi não preparam seus alunos para realizar os testes padrões, uma vez que os estudos seculares não atraem a atenção destes. Visando atrair maior quantidade de alunos universitários para Jerusalém, a cidade iniciou uma série de incentivos financeiros para subsidiar moradia para os estudantes que alugam apartamentos no centro de Jerusalém.
Colégios para árabes em Jerusalém e em outras partes de Israel são criticadas por oferecer uma educação de qualidade inferior à provida aos israelenses judeus. Enquanto muitas escolas da Jerusalém Oriental, predominantemente árabe, se encontram à margem de sua capacidade, sendo criticadas pela superlotação, o poder local de Jerusalém está construindo mais de uma dúzia de novas escolas nos bairros árabes da cidade. Três escolas, nos bairros de Ras el-Amud e Umm Lison, seriam abertas em 2008.

### Saúde

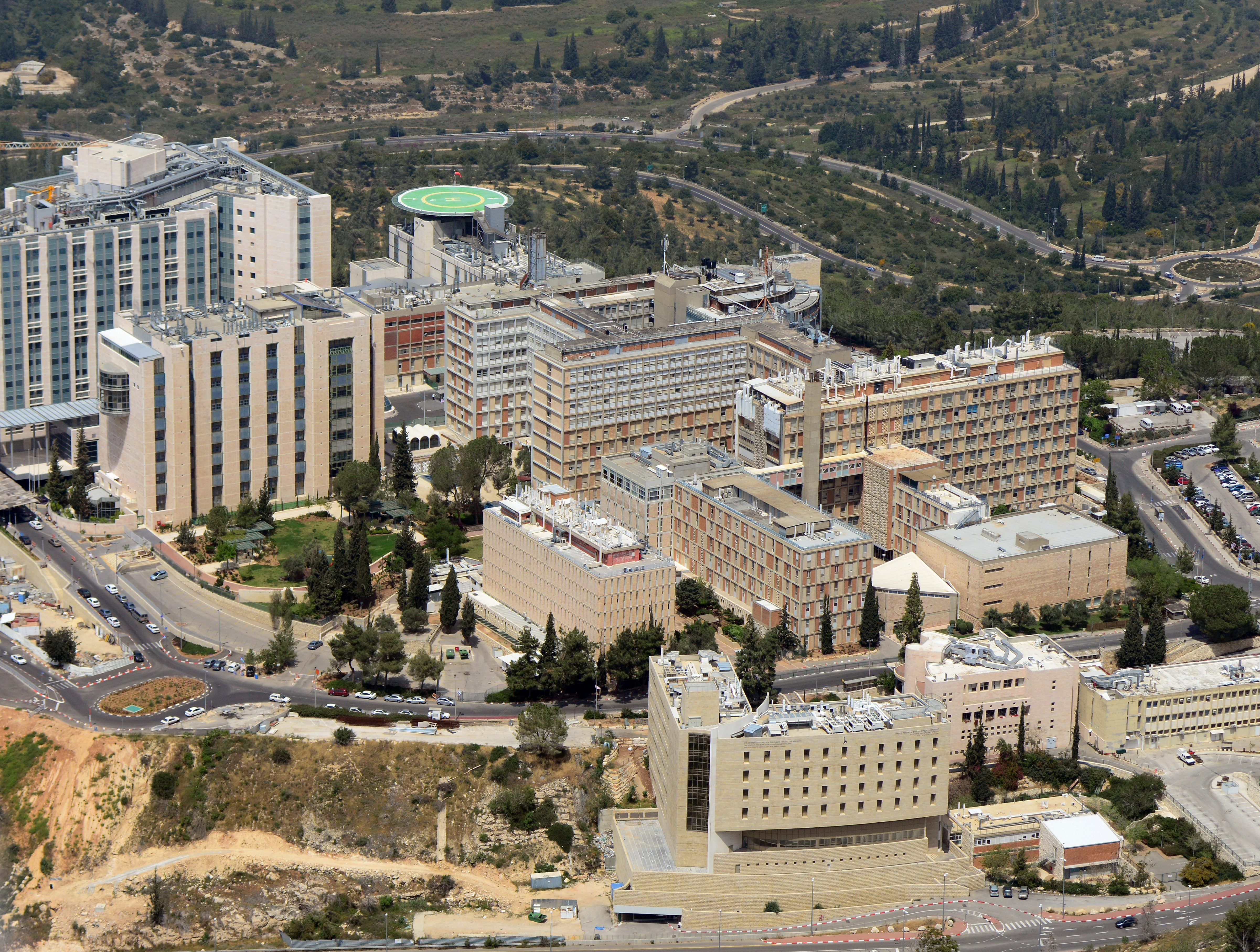
Hospital Hadassah Ein Kerem

Mais conhecida instituição de cuidados de saúde de Jerusalém é a Organização Médica Hadassah, que opera hospitais em Ein Kerem e monte Scopus. O Hospital Ein Kerem, conhecido por seu trabalho com fertilização in vitro, transplante de medula óssea, cirurgia a laser, terapia gênica e outras áreas. O Hospital Hadassah, no monte Scopus serve a população judaica e árabe de Jerusalém Ocidental e Oriental, oferecendo instalações que incluem um centro de reabilitação física, uma unidade de terapia intensiva neonatal e um centro para cuidar de doentes terminais. Em 1998, os dois hospitais registraram um total de 72 893 internações, 250 952 atendimentos ambulatoriais, 22 068 cirurgias de grande porte e 114 992 internações de emergência. O Centro Médico Shaare Zedek, inaugurado em 1902, foi o primeiro hospital israelense de grande porte.
Entre os outros hospitais de Jerusalém estão o Sha'are Tzedeq, que é especializado em atender às necessidades de pacientes judeus ortodoxos; o Biqur Holim; o al-Maqasid al-Khayriyah, um hospital muçulmano; o Ezrat Hashim, uma clínica psiquiátrica. O Magen David Adom ("estrela vermelha de David") e o Crescente Vermelho, organizações parceiras da Cruz Vermelha, prestam serviços suplementares de emergência para a cidade.

## Cultura

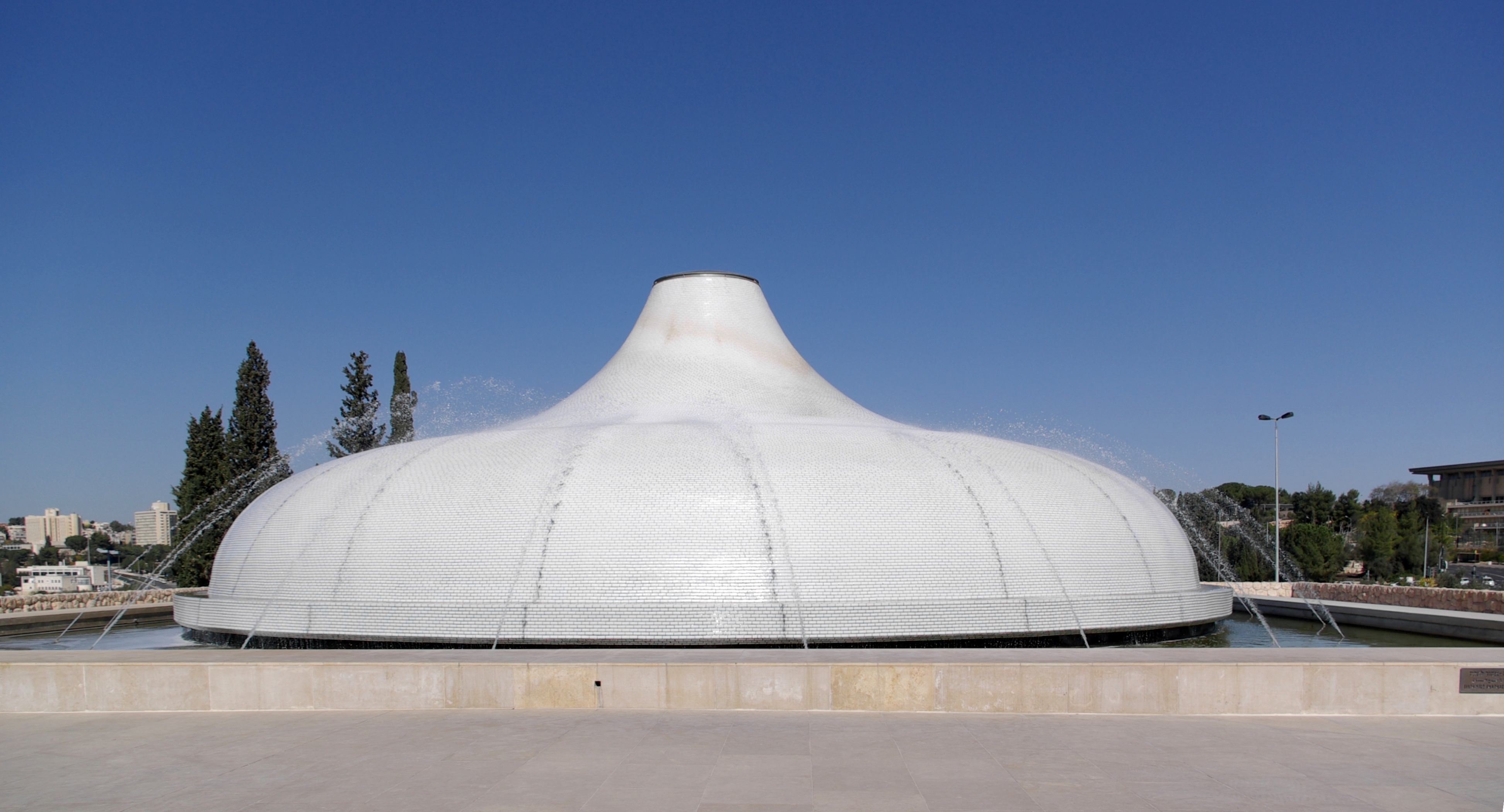
O Santuário do Livro possui os pergaminhos do mar Morto, no Museu de Israel

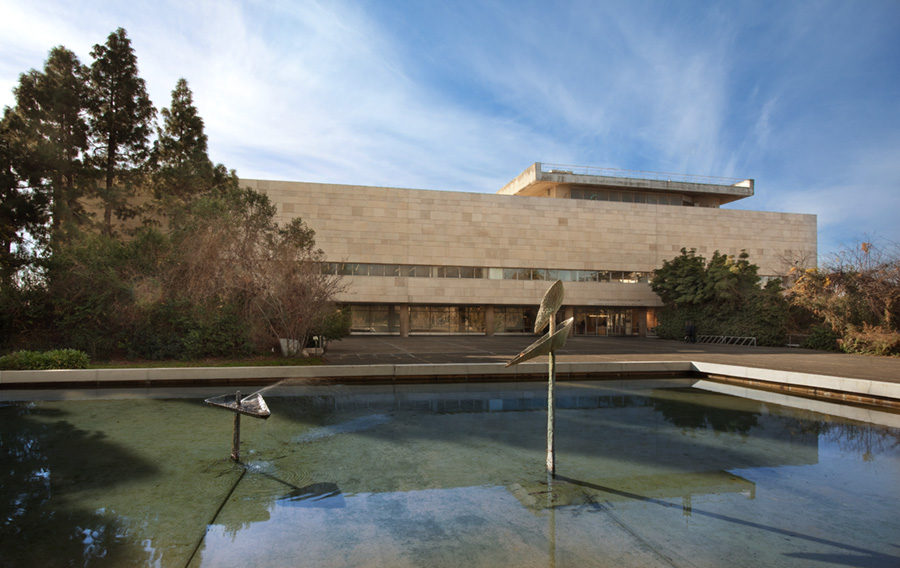
Biblioteca Nacional de Israel

Apesar de Jerusalém ser conhecida primeiramente pela sua significância religiosa, a cidade também é sede de muitos eventos artísticos e culturais. O Museu de Israel atrai perto de um milhão de visitantes por ano, aproximadamente um terço deles são turistas. Os 20 acres do complexo de museus compreendem vários prédios possuindo exibições especiais e coleções extensivas achados judaicos, arqueológicos e arte israelita e europeia. Os pergaminhos do Mar Morto, descoberto no meio do século XX nas cavernas de Qumran perto do mar Morto, estão no Santuário do Livro. A Ala Nova, cuja construção mudou as exibições e funciona um extensivo programa de educação em arte, é visitado por 100 000 crianças por ano. O museu tem uma larga escultura no jardim de fora, e um modelo no tamanho escala do segundo templo foi recentemente movido do hotel Holyland para uma nova localização no território do museu. O Museu Rockefeller, localizado no leste de Jerusalém, foi o primeiro museu arqueológico no meio oeste. Foi construído em 1938 durante o mandato britânico. O Museu Islâmico no monte do Templo, estabelecido em 1923, guarda muitos artefatos islâmicos, do menor kohl cantil e manuscritos raros a colunas gigantes de mármore.
Yad Vashem, o memorial nacional de Israel para as vítimas do Holocausto, guarda a maior biblioteca do mundo de informações relacionadas ao holocausto, com estimados 100 mil livros e artigos. O complexo contém um museu de arte que explora o genocídio dos judeus através de exibições que focam em estórias pessoais de indivíduos e famílias mortas no holocausto e uma galeria de arte apresentando o trabalho de artistas que pereceram. Yad Vashem também relembra as 1,5 milhões de crianças judias assassinadas pelos nazistas, e honra os justos entre as nações. O museu na junção, que explora erros de coexistência através da arte é situado na estrada divisória oriental e ocidental de Jerusalém.
A Orquestra Sinfônica de Jerusalém, estabelecida nos anos 1940, se apresentou pelo mundo. Outros estabelecimentos de arte incluem o Centro Internacional de Convenções (Binyanei HaUmá, Prédios da Nação, em hebraico) perto da entrada da cidade, onde a Orquestra Filarmônica de Israel se apresenta, a Cinemateca de Jerusalém, o Centro Gerard Behar (formalmente Beit Ha'am) na parte baixa de Jerusalém, o Centro de Música de Jerusalém no Yemin Moshe, e o Centro Musical de Targ no Ein Kerem. O Festival de Israel, com performances externas ou internas por cantores locais e internacionais, concertos, peças e teatro de rua, tem sido mantido anualmente desde 1961; durante os últimos 25 anos, Jerusalém tem sido o maior organizador deste evento. O Teatro de Jerusalém na vizinhança de Talbiya é sede de 150 concertos ao ano, como também de companhias de teatro e dança e artistas performáticos de além-mares. O Khan, localizado em um caravançarai oposto à estação de trens da antiga Jerusalém, é o único teatro de repertório. A própria estação se tornou um local para eventos culturais nos anos recentes, como também o lugar de Shav'ua Hasefer, um local de exposição literária anual e de performances musicais externas. O Festival de Cinema de Jerusalem é mantido anualmente, apresentando filmes israelitas e internacionais.
O Teatro Nacional Palestino, por muitos anos o único centro cultural árabe no leste de Jerusalém, procura novas ideias e abordagens inovadoras para a autoexpressão palestina. A Casa Ticho, no centro de Jerusalém, possui pinturas de Anna Ticho e coleções judaicas de seu marido, um oftalmologista que abriu a primeira clínica de olhos da cidade neste prédio em 1912. Al-Hoash, estabelecida em 2004, é uma galeria de preservação da arte palestina.

### Significado religioso

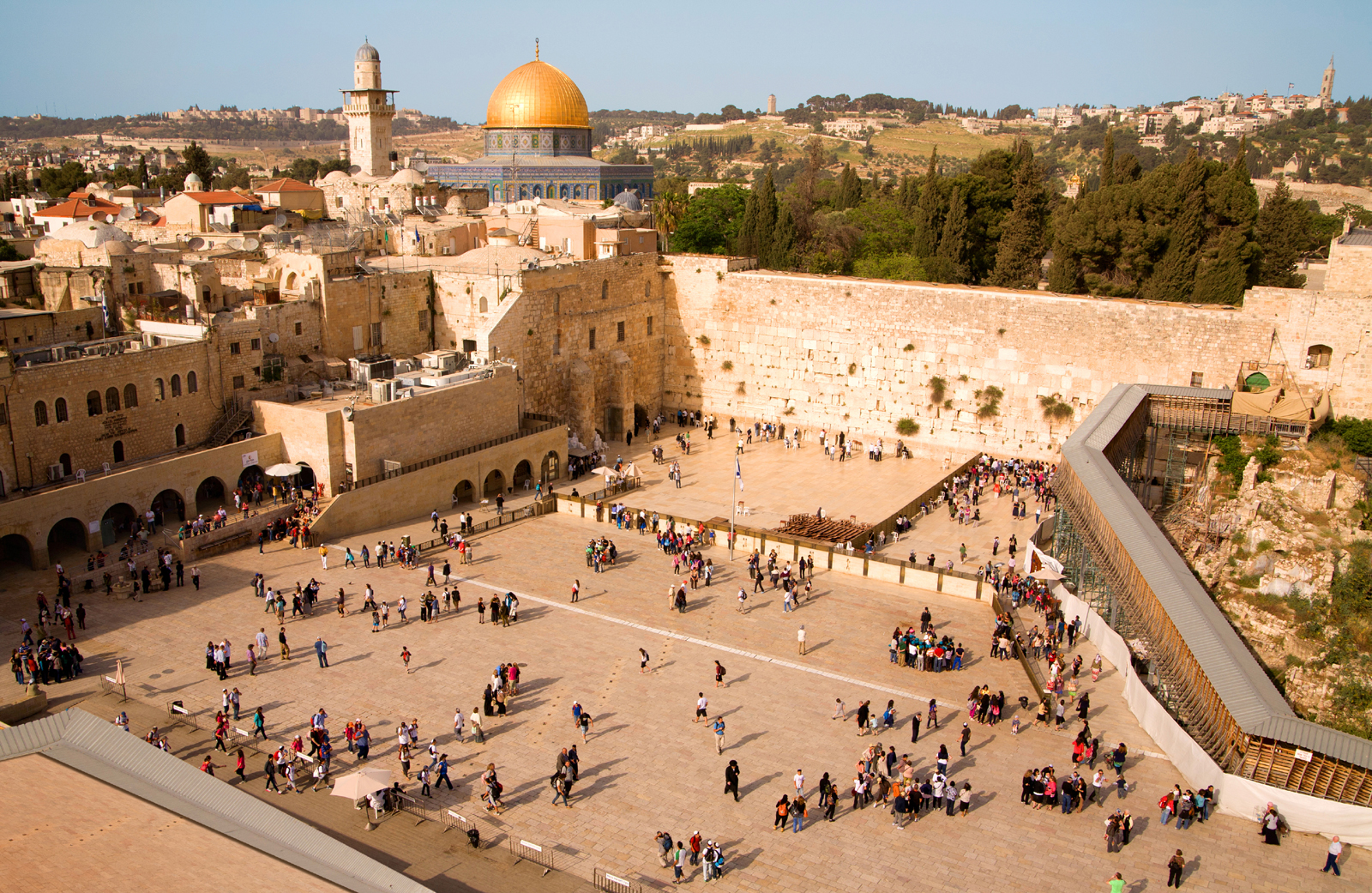
O Muro das Lamentações e o Domo da Rocha (no fundo, à esquerda)

Jerusalém tem um papel importante no judaísmo, cristianismo e islamismo. O livro anual de estatística de Jerusalém listou 1 204 sinagogas, 158 igrejas, e 73 mesquitas dentro da cidade. Apesar dos esforços em manter coexistência pacífica religiosa, alguns locais, como o monte do Templo, tem sido continuamente fonte de atritos e controvérsias.
Jerusalém é sagrada para os judeus desde que o Rei David a proclamou como sua capital no século X a.C. Jerusalém foi o local do Templo de Salomão e do Segundo Templo. Ela é mencionada na Bíblia 632 vezes. Hoje, o Muro das Lamentações, um remanescente do muro que contornava o Segundo Templo, é o segundo local sagrado para os judeus perdendo apenas para o Santo dos santos no próprio monte do Templo. Sinagogas ao redor do mundo são tradicionalmente construídas com o seu Aron Hakodesh voltado para Jerusalém, e as dentro de Jerusalém voltado para o Santo dos santos. Como prescrito no Mishná e codificado no Shulchan Aruch, orações diárias são recitadas em direção a Jerusalém e ao monte do Templo. Muitos judeus têm placas de "Mizrach" (oriente) penduradas em uma parede de suas casas para indicar a direção da oração.

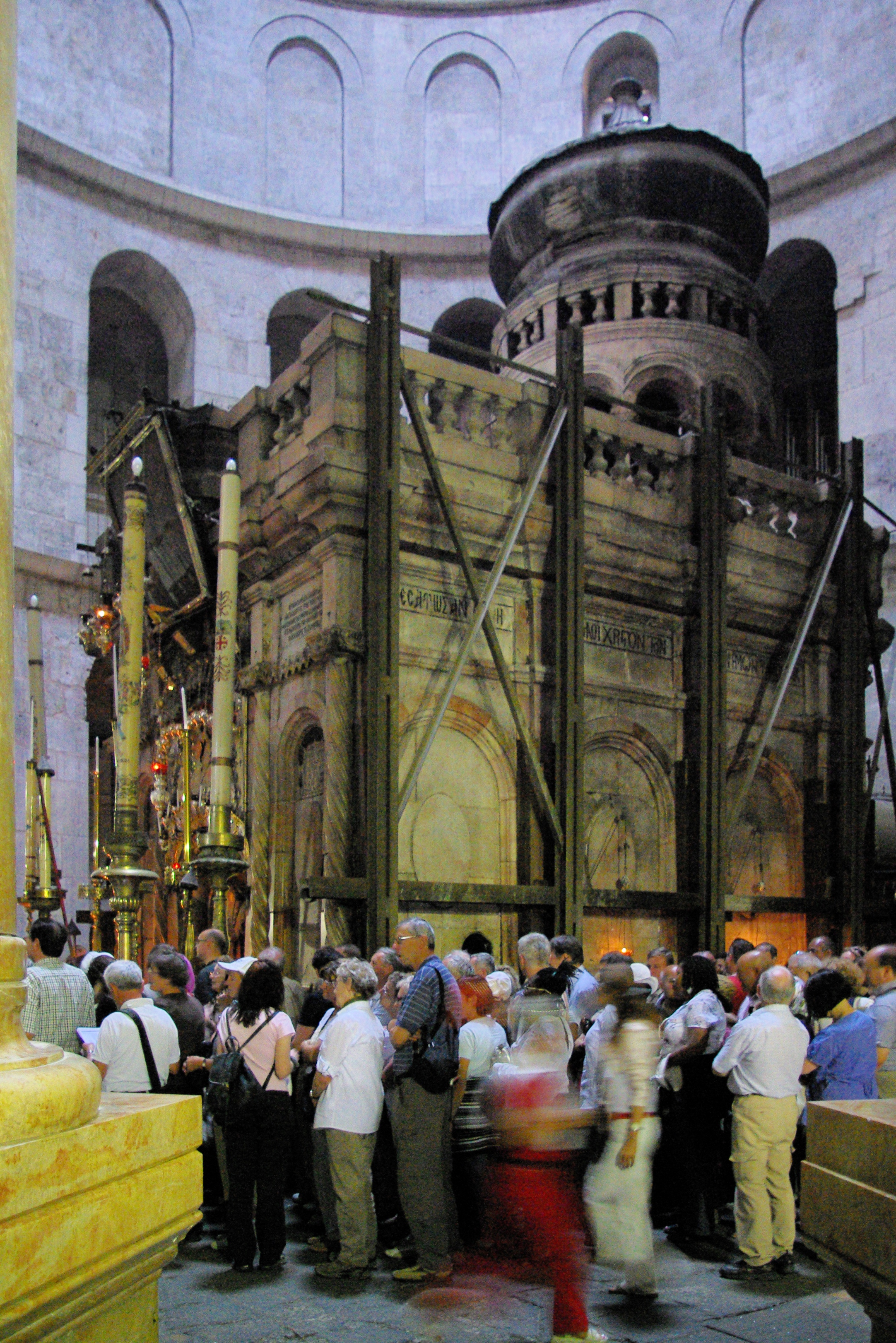
Igreja do Santo Sepulcro

O cristianismo reverencia Jerusalém não apenas pela história do Antigo Testamento mas também por sua significância na vida de Jesus. De acordo com o Novo Testamento, Jesus foi levado para Jerusalém logo após seu nascimento e depois em sua vida quando limpou o Segundo Templo. O Cenáculo que se acreditava ser o local da última ceia de Jesus, é localizado no Monte Sião no mesmo prédio que sedia a tumba de David. Outro lugar proeminente cristão em Jerusalém e o Gólgota, o local da crucificação. O Evangelho de João o descreve como sendo localizado fora de Jerusalém, mas evidências arqueológicas recentes sugestionam que Gólgota fica a uma curta distância do muro da Cidade Antiga, dentro do confinamento dos dias presentes da cidade. A terra correntemente ocupada pelo Santo Sepulcro é considerado um dos principais candidatos para o Gólgota e ainda tem sido um local de peregrinação de cristãos pelos últimos dois mil anos.
Jerusalém é considerada a terceira cidade sagrada do Islamismo. Aproximadamente um ano antes de ser permanentemente trocada por Caaba em Meca, a quibla (direção da oração) para os muçulmanos era Jerusalém. A permanência da cidade no Islão, entretanto, é primariamente de acordo com a Noite de Ascensão de Maomé (c. 620). Os muçulmanos acreditam que Maomé foi miraculosamente transportado em uma noite de Meca para o monte do Templo em Jerusalém, aonde ele ascendeu ao Paraíso para encontrar os profetas anteriores do Islão. O primeiro verso no Al-Isra do Alcorão notifica o destino da jornada de Maomé como a Mesquita de Al-Aqsa (a mais distante), em referência à sua localização em Jerusalém. Hoje, o monte do Templo é coberto por dois marcos islâmicos para comemorar o evento — A Mesquita de Al-Aqsa, derivada do nome mencionado no Alcorão, e a Cúpula da Rocha, que fica em cima da Pedra Fundamental, na qual os muçulmanos acreditam que Maomé ascendeu ao céu.

### Esportes

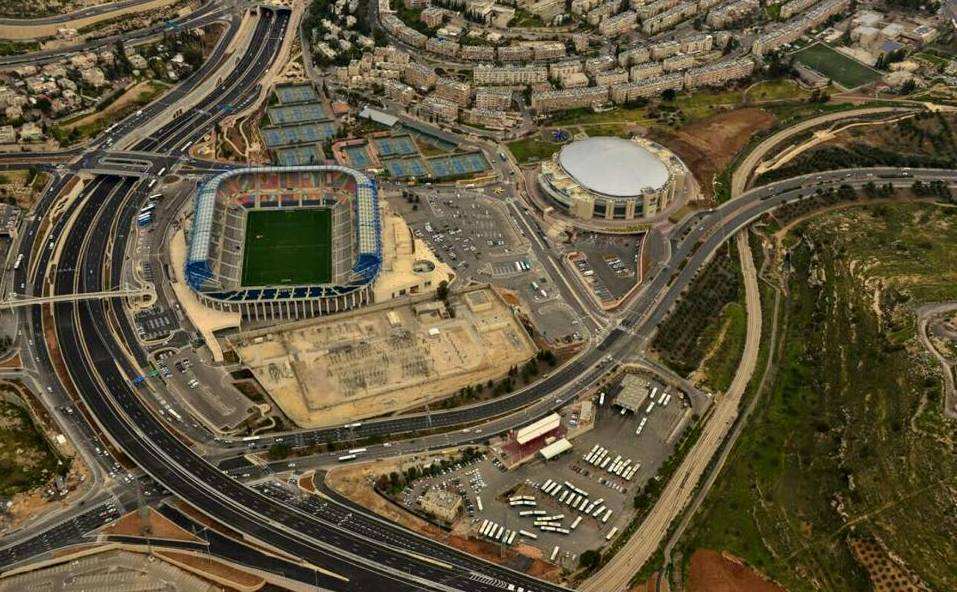
Estádio Teddy Kollek

Os dois esportes mais populares em Jerusalém, e em Israel como um todo, são o futebol e o basquetebol. Beitar Jerusalem Football Club é um dos mais populares times em Israel. Dentre os seus fãs encontram-se vários antigas e atuais figuras políticas que mantém o compromisso de estarem presentes em seus jogos. Outro grande time de futebol, e um dos maiores rivais do Beitar, é o Hapoel Katamon F.C., enquanto o Beitar foi campeão da Copa de Israel por cinco vezes.
No basquete, Hapoel Jerusalem está em alta posição na primeira divisão, tendo ganho dois títulos da Primeira Divisão do Campeonato Nacional (2015, 2017), além de seis vezes a Copa de Israel, e a Copa ULEB em 2004.
Desde sua abertura, o Estádio Teddy Kollek é o principal estádio de Jerusalém para sediar jogos de futebol, com capacidade para 21 mil pessoas.